# Scolastica (filosofia)

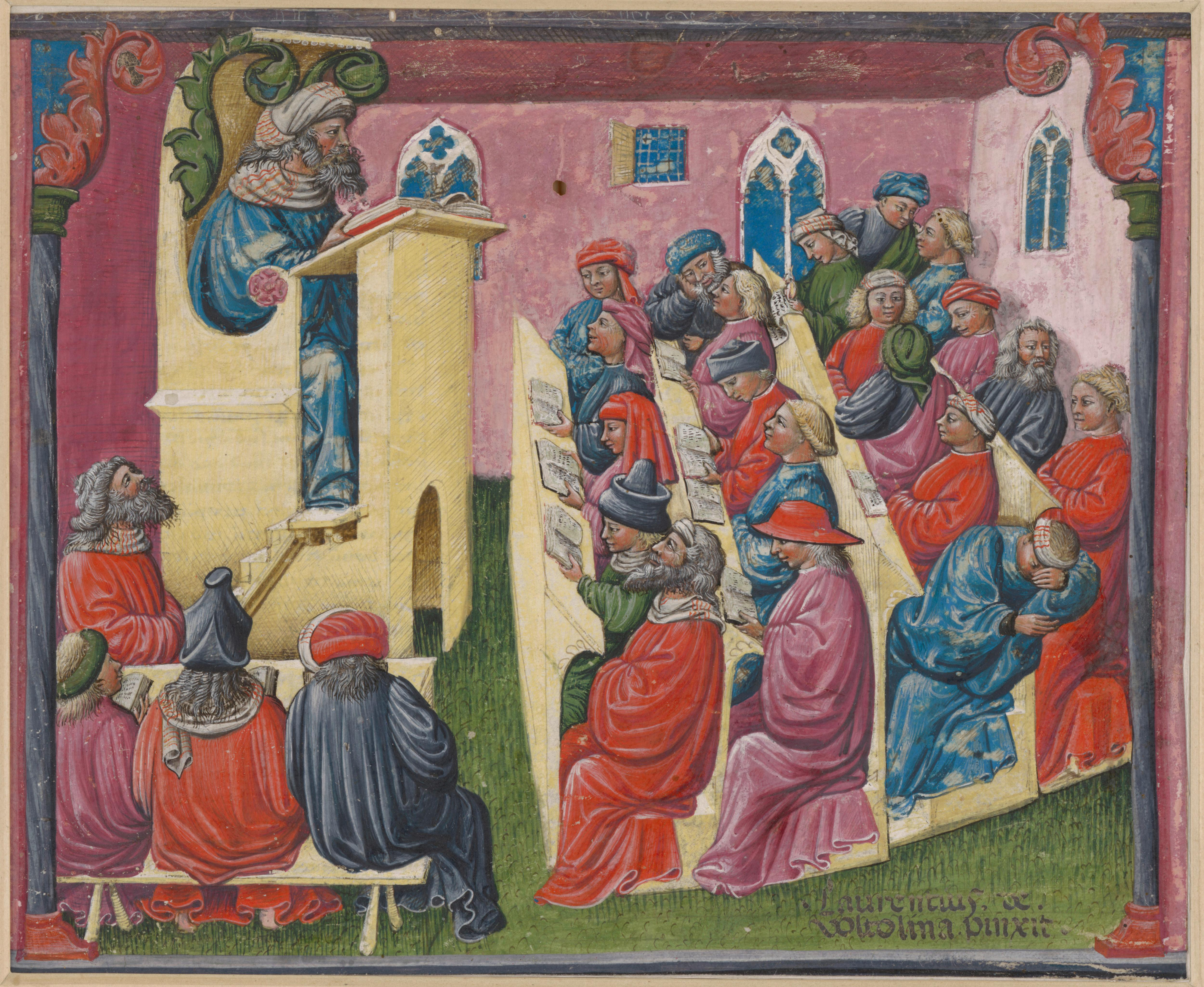
Immagine di una scuola risalente al XIV secolo.

Scolastica è il termine, coniato dagli umanisti, che comunemente identifica la filosofia cristiana sviluppatasi nel medioevo. Essa rappresenta un'importante fase della filosofia medievale, durante la quale venne elaborato il metodo di pensiero noto come scolasticismo, o metodo scolastico. I filosofi scolastici utilizzarono il patrimonio della filosofia classica antica, nella misura in cui le opere riuscirono a giungere fino a loro, e integrarono il pensiero della patristica per affrontare alcune delle questioni fondamentali della dottrina cristiana. Tra queste spiccavano temi come l'esistenza di Dio, la natura dell'anima, la disputa sugli universali, l'etica e la metafisica. Tuttavia, il cuore del loro interesse fu il rapporto tra fede e ragione e il tentativo di conciliarle in un sistema armonico.
I primordi della Scolastica possono essere individuati nell'istituzione della Schola Palatina, fondata intorno al 780 da Carlo Magno e affidata alla direzione di Alcuino di York. Questa scuola rappresentò uno dei pilastri della rinascita carolingia, un periodo di risveglio culturale dopo i secoli bui seguiti alla caduta dell'Impero romano d'Occidente. Durante i primi secoli medievali, la filosofia occidentale era stata caratterizzata da una certa staticità, priva di contenuti originali significativi. Un primo slancio verso il pensiero scolastico si verificò nell'XI secolo, con figure come Anselmo d'Aosta, noto per aver elaborato la celebre prova ontologica dell'esistenza di Dio. Anselmo è spesso considerato uno dei precursori della Scolastica. Tuttavia, fu durante il rinascimento del XII secolo che la Scolastica conobbe un vero e proprio sviluppo, grazie alle traduzioni di opere classiche e alla diffusione delle scuole cattedrali. Pensatori come quelli della scuola di Chartres e della scuola di San Vittore, insieme a figure di spicco come Pietro Abelardo, Gilberto Porretano, Pietro Lombardo e Giovanni di Salisbury, contribuirono al fiorire del pensiero scolastico.
Il XIII secolo segnò il culmine della Scolastica, coincidente con la nascita delle prime università medievali, organizzate secondo i principi del metodo scolastico. Questo periodo vide anche il recupero delle opere di Aristotele nell'Occidente latino, grazie alle traduzioni degli scritti del filosofo greco e dei suoi commentatori arabi, tra cui Avicenna e Averroè. La completa integrazione del pensiero aristotelico nella filosofia cristiana rappresentò una sfida e un'opportunità per gli studiosi medievali, poiché molte idee aristoteliche sembravano inizialmente in contrasto con la dottrina cristiana. In questo contesto emerse la figura di Tommaso d'Aquino, il quale elaborò un sistema filosofico-teologico capace di conciliare l'aristotelismo con il cristianesimo. Nella sua opera principale, la Summa Theologiae, Tommaso d'Aquino sostenne che fede e ragione, pur operando su piani differenti, non potessero essere in contraddizione, poiché entrambe hanno origine in Dio, fonte ultima di ogni verità. Il suo approccio, noto come tomismo, divenne il modello di riferimento per la filosofia scolastica e influenzò profondamente il pensiero cristiano successivo. Tuttavia, le sue idee non furono unanimemente accettate nel suo tempo, suscitando dibattiti accesi nelle università medievali.
Con il XIV secolo iniziò un periodo di crisi per la Scolastica, segnato da una revisione critica dei suoi presupposti. Filosofi legati al nominalismo, come Duns Scoto o Guglielmo di Ockham, negarono la possibilità di spiegare i misteri della fede attraverso la ragione. Ockham in particolare sottolineò che molte verità religiose dovevano essere accettate per fede, basandosi unicamente sulla rivelazione divina, senza tentare di giustificarle razionalmente. In parallelo, si sviluppava l’umanesimo, che spostava l’attenzione dall’ordine divino all’uomo e al mondo terreno. Questo cambiamento di prospettiva segnò una rottura con la tradizione medievale e contribuì al declino della Scolastica, che perse progressivamente la sua centralità a favore dei nuovi paradigmi culturali e filosofici del Rinascimento. Nonostante ciò, la Scolastica continuò ad esercitare una significativa influenza sul pensiero cristiano. Nel XIX secolo, l'enciclica Aeterni Patris di papa Leone XIII rilanciò il tomismo come base per la filosofia cristiana, promuovendone lo studio e l’applicazione. Ancora oggi, il metodo scolastico è apprezzato per la sua logica rigorosa e la sua capacità di affrontare questioni universali, mantenendo un ruolo importante nella riflessione filosofica e teologica contemporanea.

## Origini e definizione

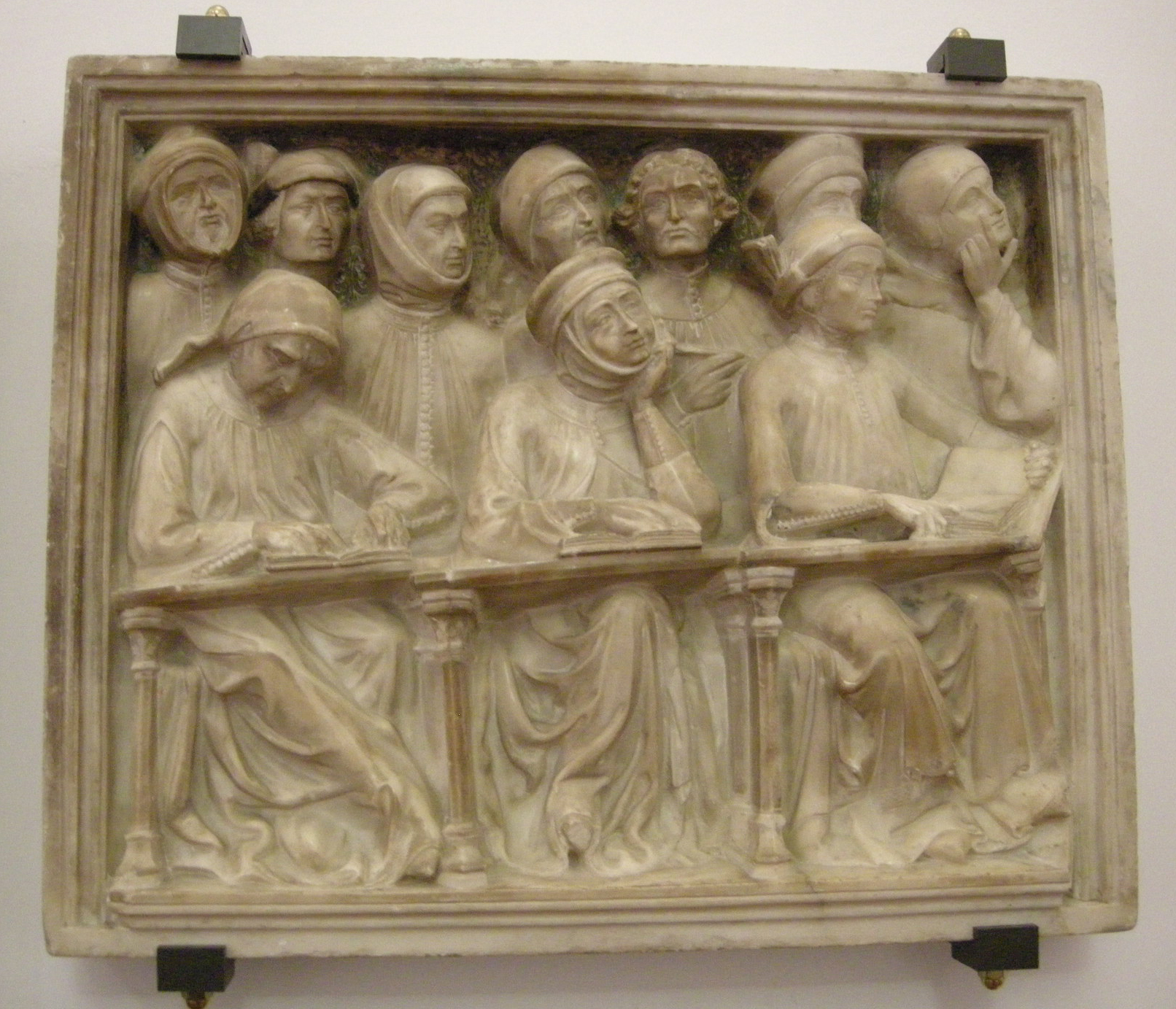
Studenti raffigurati in un frammento dell'arca di Giovanni da Legnano. Opera di Pierpaolo dalle Masegne, 1383, Bologna, Museo medievale.

Il termine greco σχολαστικός (scholastikòs) giunge al latino classico e medievale come scholasticus, con il significato letterale di "istruito in una scuola", soprattutto nell'arte dell'eloquenza e della retorica. Durante l'epoca romana, scuole autonome e autogestite, descritte da autori come Plinio il Vecchio, Seneca e Quintiliano, seguivano una propria lex e promuovevano attività didattiche attraverso scholastica, ovvero esercizi argomentativi per praticare l'arte retorica (declamationes) o dispute ragionate (controversiae) su specifici temi. Queste attività furono successivamente riprese e trasformate nel genere della disputatio medievale.
Con il termine "Scolastica" si fa generalmente riferimento a «la filosofia e la teologia insegnate nelle scuole medievali», coprendo un periodo che va dalla riorganizzazione del sistema educativo operata dalla Schola palatina voluta da Carlo Magno fino al pieno sviluppo delle università medievali nel XIV secolo e alla progressiva affermazione dell'Umanesimo e del Rinascimento.
Il termine "Scolastica", viene coniato dagli umanisti, e in origine aveva una connotazione negativa, in quanto da loro associato a una filosofia «pedante e astrusa», caratterizzata da sottigliezze dialettiche lontane dalla realtà e subordinata alla teologia. Secondo questa visione, i filosofi scolastici erano percepiti come poco interessati alla ricerca intellettuale e spirituale, eccessivamente legati a testi considerati auctoritas indiscutibili. Tale giudizio, comune durante l'età moderna, riguardava gran parte della cultura del Medioevo. Solo dalla seconda metà del XIX secolo, con l'enciclica Aeterni Patris di papa Leone XIII, si cominciarono a valorizzare «gli aspetti metafisici della speculazione filosofica medievale». Successivamente, grazie alla storiografia del XX secolo, si riconobbero «la pluralità della ricerca filosofica medievale e la ricchezza e varietà della speculazione dei maestri scolastici», superando l'idea di una visione uniforme.
La Scolastica nacque come metodo di insegnamento nelle scuole monastiche e, successivamente, nelle scuole cattedrali, che furono i principali luoghi in cui, durante l'alto Medioevo, si riuscì a preservare e tramandare la cultura classica dopo la disgregazione delle istituzioni romane nel V secolo a seguito delle invasioni barbariche. In questi ambienti, grazie al lavoro degli amanuensi, si salvarono opere della patristica, di Platone, dei neoplatonici e, parzialmente, di Aristotele. Gli insegnanti scolastici si ispirarono a questi autori per rispondere alle questioni poste dalla vita e dalla fede del tempo. Con la nascita delle università medievali nel XIII secolo, il metodo scolastico raggiunse il suo massimo splendore.

## Temi e metodi

### Ragione e fede

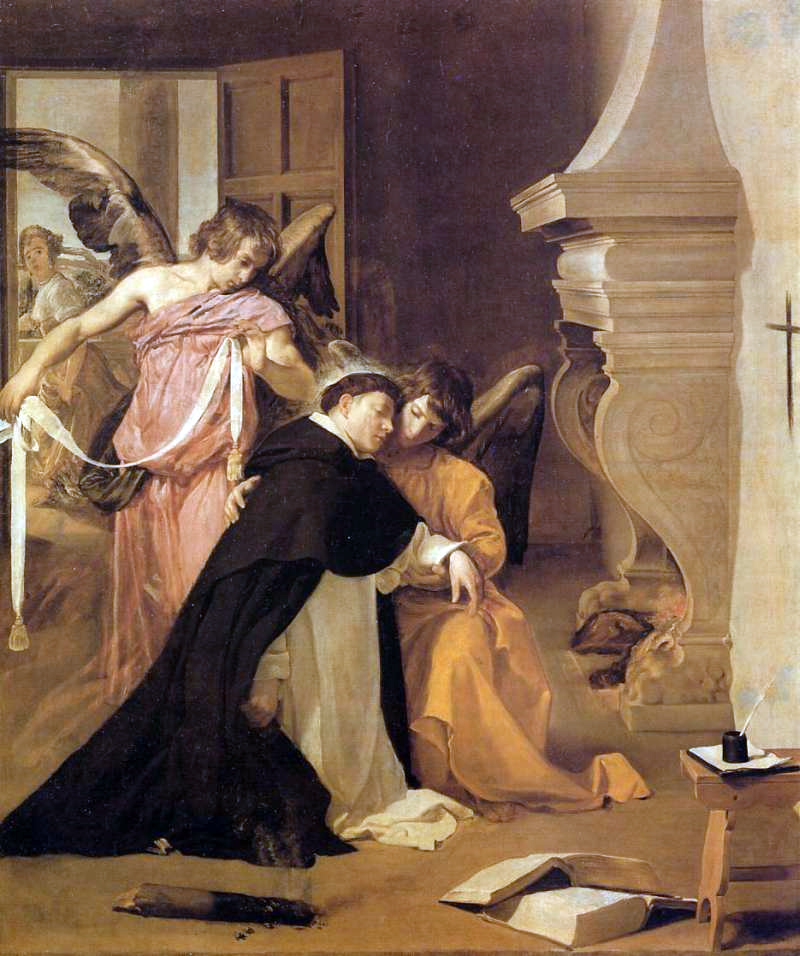
Tommaso d'Aquino dipinto da Velázquez

Nell'Europa medievale, la religione cristiana occupava una posizione centrale nella vita sociale, culturale e politica. Le verità di fede contenute nelle Sacre Scritture, arricchite dalla Tradizione e spiegate dal magistero della Chiesa, erano considerate immutabili e incontestabili, in quanto frutto della Rivelazione. Non sorprende quindi che per gli studiosi dell'epoca il rapporto tra ragione e fede fosse un tema fondamentale, tanto da costituire «il programma di ricerca fondamentale della Scolastica».
La maggior parte degli scolastici si propose di dimostrare che le verità di fede non fossero in conflitto con la ragione e che la filosofia potesse rappresentare un valido strumento per la teologia, permettendo di chiarire, difendere e articolare coerentemente i contenuti della dottrina cristiana. Un esempio significativo è offerto da Anselmo d'Aosta (XI secolo), che nella sua opera Proslogion coniò la celebre formula fides quaerens intellectum (fede che cerca la comprensione). Egli sosteneva che, pur riconoscendo la priorità della fede sulla ragione, quest'ultima fosse essenziale per approfondire e comprendere meglio la Rivelazione. Anselmo non vedeva nella ragione una minaccia per la fede, ma un mezzo per illuminarla e rafforzarla. Due secoli dopo, Tommaso d'Aquino affrontò il tema in modo sistematico nella sua Summa Theologiae, sostenendo che fede e ragione, pur operando su piani distinti, non potessero contraddirsi, poiché entrambe hanno origine in Dio, che è la Verità suprema. Inoltre, molti scolastici dimostrarono come «il pensiero classico filosofico potesse essere un prezioso aiuto per una migliore comprensione della dottrina cristiana».
Nonostante i numerosi tentativi di armonizzazione, alcuni scolastici furono accusati di affidarsi eccessivamente alla ragione e alla logica, rischiando di allontanarsi dalla fede. Pier Damiani, già nell'XI secolo, sosteneva che la ragione umana e la logica avessero limiti ben definiti quando si trattava di questioni di fede. Anche Bernardo di Chiaravalle, così come i rappresentanti della mistica, criticò l'approccio razionalistico della teologia scolastica, difendendo una visione più spirituale e contemplativa della fede. Essi vedevano il rischio di ridurre la teologia a una disciplina puramente razionale, perdendo di vista il suo carattere trascendente e misterioso.

### La disputa sugli universali
La cosiddetta "disputa sugli universali" rappresenta uno dei temi centrali della Scolastica. Tale dibattito trae origine da un passo dell’Isagoge di Porfirio (III secolo), conosciuto attraverso la traduzione e il commento di Boezio (VI secolo). Porfirio, filosofo neoplatonico, solleva una questione cruciale: «Per quanto riguarda i generi e le specie, circa la questione se siano entità esistenti in sé o semplici concezioni della mente e, ammesso che siano esistenti, se siano corporee o incorporee, e se infine siano separate o esistano nelle cose sensibili in dipendenza da esse, mi asterrò dal parlare». Questa domanda solleva il problema della natura dei concetti generali o universali, come "umanità" o "giustizia", interrogandosi se essi siano esclusivamente idee mentali o entità reali. Tale disputa ebbe un impatto profondo sulla metafisica, l'epistemologia e la teologia medievali, influenzando l'intero pensiero scolastico e la filosofia occidentale successiva.
A partire dal XII secolo, il problema divenne una questione centrale della filosofia scolastica, affrontata da quasi ogni pensatore dell’epoca. Si delinearono due principali correnti di pensiero: il realismo e il nominalismo. Il realismo sostiene che gli universali esistano indipendentemente dalle cose particolari. Esso si articola in due varianti: il realismo estremo (in re), che afferma l’esistenza reale degli universali come entità nel mondo, ispirandosi al platonismo, ed è caratteristico della prima fase della scolastica, con pensatori come Scoto Eriugena, Anselmo d'Aosta e la Scuola di Chartres; e il realismo moderato (ante rem), che identifica gli universali come idee esistenti nella mente divina e non come entità autonome nel mondo, ed è sostenuto da filosofi come Guglielmo di Champeaux e, soprattutto, Tommaso d'Aquino, sotto l'influenza dell'aristotelismo.
Il nominalismo, o post rem, afferma che gli universali non esistono come entità reali, ma sono semplici convenzioni linguistiche, utilizzate per descrivere caratteristiche comuni tra gli individui: «l'essere esiste soltanto in forma individuale e i cosiddetti universali sono soltanto nomi senza corrispettivo reale». Il principale esponente di questa corrente fu Roscellino di Compiègne (XI-XII secolo). La sua posizione generò implicazioni teologiche rilevanti, poiché egli interpretava le tre persone della Trinità come tre entità distinte, unite solo da potere e volontà, rischiando di cadere nel modalismo o nel triteismo. Alcuni filosofi cercarono di mediare tra realismo e nominalismo. Pietro Abelardo, ad esempio, propose il concettualismo, secondo cui gli universali sono concepiti come concetti mentali, validi come strumenti di comprensione e descrizione della realtà, senza essere entità indipendenti.

### Fonti

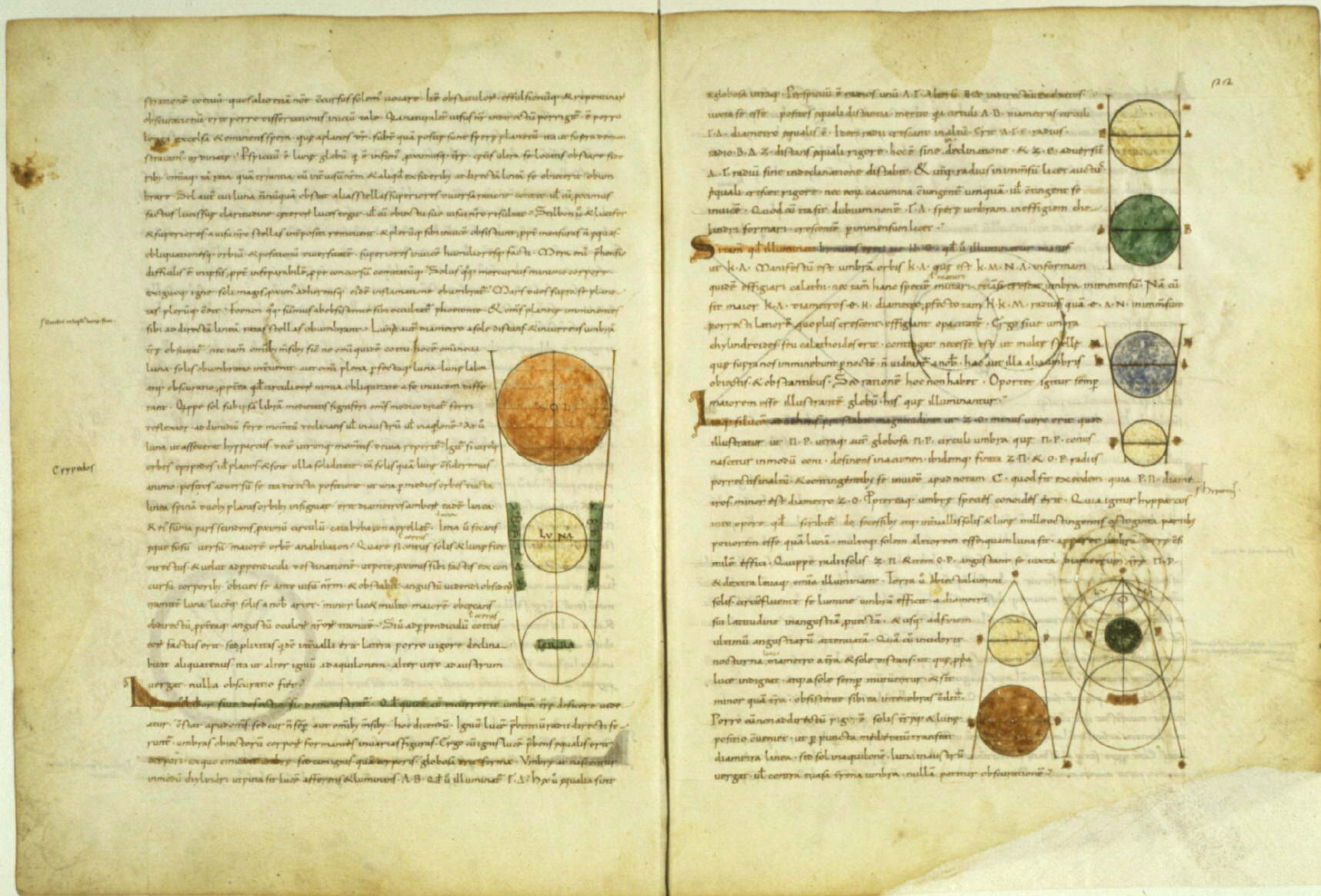
Manoscritto medievale con la traduzione del Timeo in latino ad opera di Calcidio

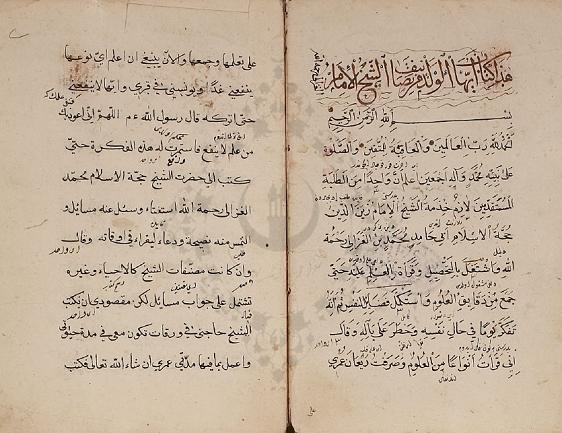
Manoscritto di un'opera di Al-Ghazali

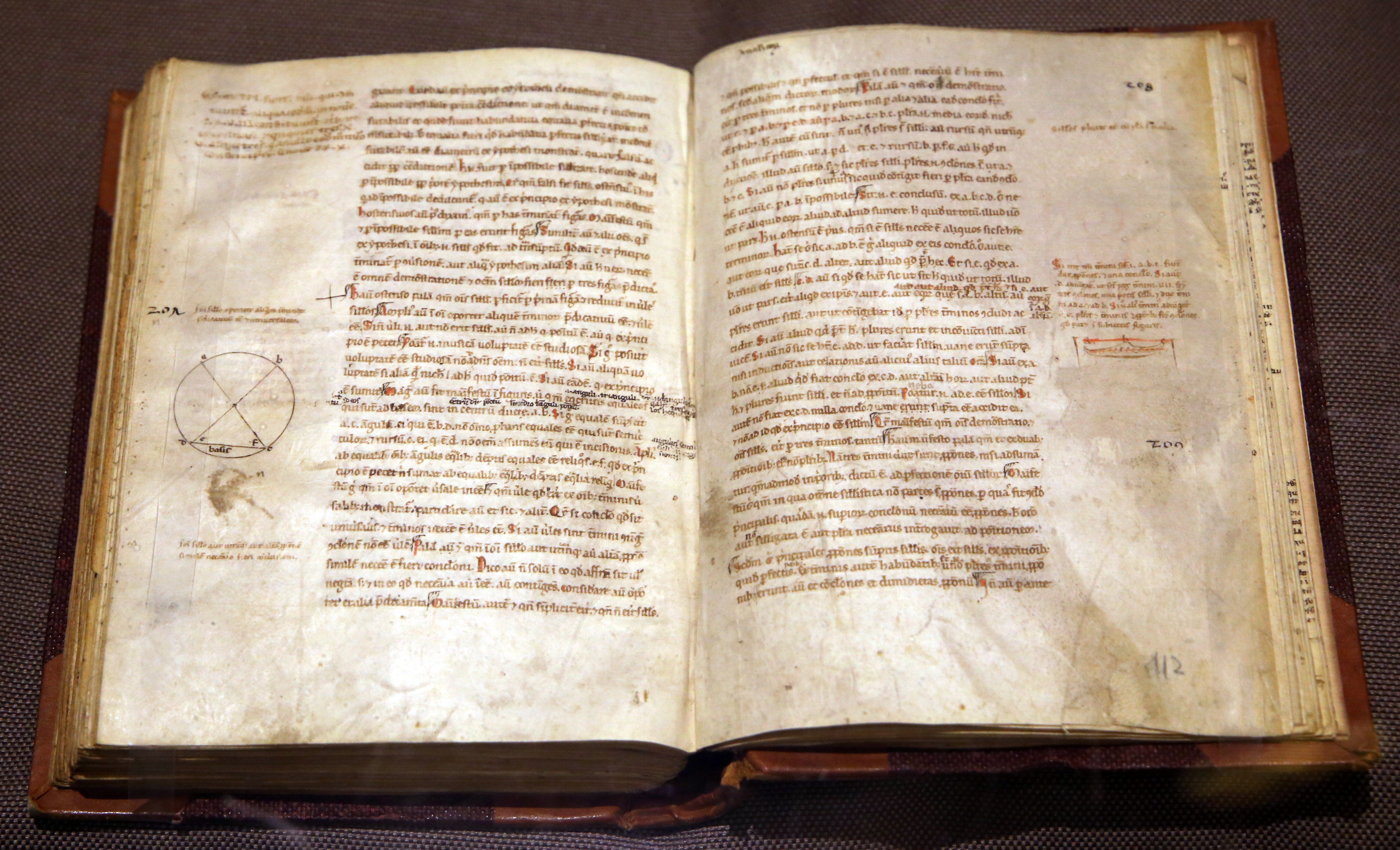
Analitici primi in una edizione del XII-XIII secolo

La filosofia scolastica si sviluppò attingendo ampiamente dalle fonti della filosofia greca classica, in particolare dalle opere di Platone, dei neoplatonici, degli stoici e di Aristotele. I filosofi medievali utilizzarono questi pensatori antichi come base per riflettere su temi etici e politici, sviluppare un pensiero critico e armonizzare fede e ragione. Nonostante la loro origine pagana, molti elementi del pensiero greco, specialmente quello platonico, risultarono compatibili con la dottrina cristiana. Questo dialogo tra filosofia greca e cristianesimo fu facilitato dai Padri della Chiesa, noti anche come patristi, che nei primi secoli del cristianesimo (III-VI secolo) posero le basi della teologia cristiana ispirandosi alla filosofia greca. Tuttavia, durante l’alto Medioevo, molti testi antichi erano andati perduti nell’Occidente cristiano, e quelli sopravvissuti furono preservati grazie all’opera di conservazione nei monasteri e ai commenti dei patristi. Solo nei secoli successivi le fonti greche furono nuovamente rese disponibili ai filosofi scolastici.
Durante l’alto Medioevo, gli studiosi cristiani conoscevano di Aristotele solo le Categorie e il De interpretatione. Questi testi, insieme alle Isagoge di Porfirio e ai Topica di Cicerone, costituivano la cosiddetta Logica vetus, base dell’insegnamento della dialettica. La scarsità di opere aristoteliche relegò il pensiero del filosofo greco a un ruolo secondario nel pensiero cristiano altomedievale. Al contrario, il pensiero di Platone era più accessibile e influente nella prima fase della Scolastica, grazie alla traduzione del Timeo operata da Calcidio nel IV secolo e al commento di Macrobio al Somnium Scipionis di Cicerone. Platone influenzò profondamente il pensiero di Sant'Agostino, il più importante dei Padri della Chiesa, vissuto nel IV-V secolo. Dal IX secolo in poi, molti testi di autori neoplatonici come Plotino e Proclo tornarono disponibili grazie alle traduzioni dello Pseudo-Dionigi l'Areopagita e di Massimo il Confessore.
Con il rinascimento del XII secolo si avviò un'importante stagione di traduzioni, che arricchirono enormemente la conoscenza del sapere antico. Intorno agli anni 1230, Giacomo da Venezia tradusse le opere mancanti dell'Organon di Aristotele, come i Topici e gli Analitici primi, che formarono la cosiddetta Logica nova. Successivamente, altri traduttori si dedicarono a testi fondamentali come quelli di Tolomeo, Euclide e il Meteorologica di Aristotele. Nella stessa epoca furono tradotte anche opere come il De fide orthodoxa di Giovanni Damasceno e il De natura hominis di Gregorio di Nissa. Un ruolo fondamentale fu svolto dalla Scuola di traduttori di Toledo, che rese disponibili in latino le opere di filosofi e naturalisti arabi come al-Kindī, Al-Farabi, Al-Ghazali, Averroè e Avicenna, il cui pensiero influenzò profondamente la filosofia della natura e la metafisica scolastica. Tra i filosofi ebrei, le opere di Avicebron, in particolare il Fons Vitae, ebbero grande diffusione tra gli scolastici. Queste traduzioni permisero il quasi completo recupero delle opere di Aristotele nell'Occidente latino, trasformando profondamente la scolastica e generando nuovi approcci filosofici.
Oltre alle fonti greche, la scolastica medievale si basò sugli scritti dei Padri della Chiesa, in particolare Sant'Agostino, il cui pensiero «in alcune scuole, specialmente tra i francescani, offuscherà l'autorità di Aristotele e conserverà dappertutto un'influenza normativa». Sebbene nell’ambito della filosofia della natura e della psicologia le idee agostiniane siano state talvolta superate dall’aristotelismo, la loro influenza rimase significativa. Tra gli altri Padri della Chiesa che plasmarono il pensiero scolastico si possono citare Sant'Ambrogio, Gregorio Magno, Gregorio di Nissa e lo Pseudo-Dionigi l'Areopagita.

### Metodi di indagine

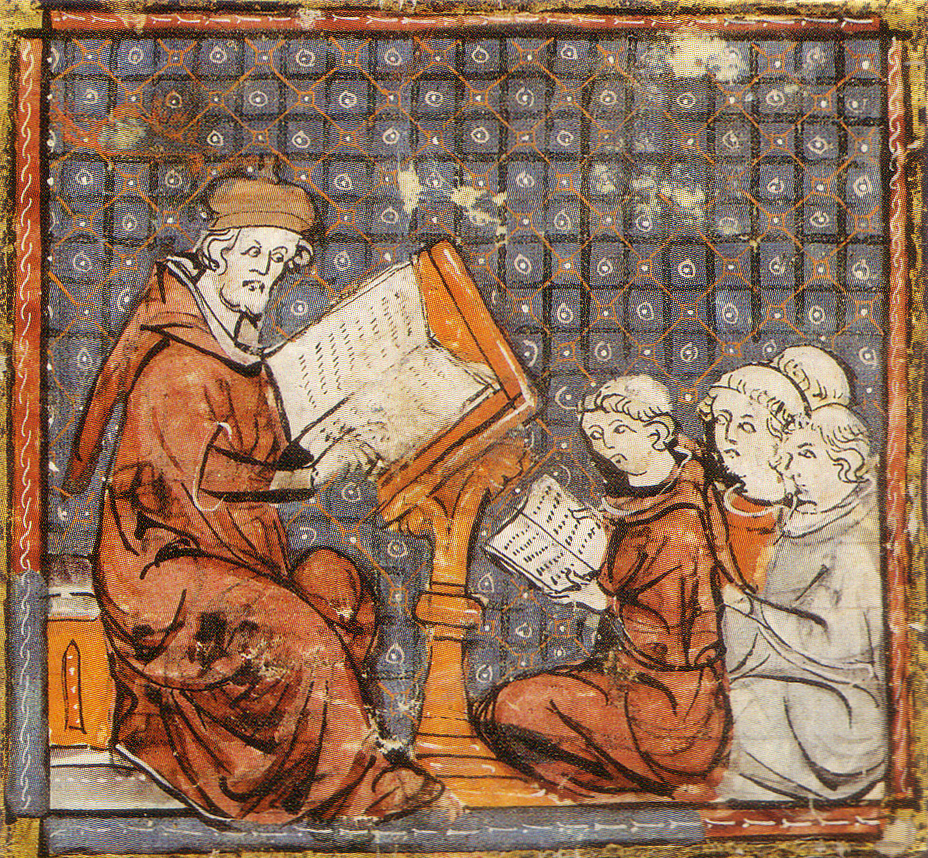
Una lezione in una università medievale, il metodo di insegnamento e studio della Scolastica si basava sulla lectio e la disputatio

I metodi di insegnamento e di indagine utilizzati dalla Scolastica si basavano principalmente su due pratiche: la lectio e la disputatio. La lectio, descritta da Ugo di San Vittore, consisteva nella lettura e spiegazione dei testi da parte del maestro. Da questa analisi emergevano domande e dubbi interpretativi, che venivano risolti attraverso il confronto tra diverse autorità, spesso costituite da testi patristici. Il maestro non si limitava a spiegare i passaggi complessi, ma organizzava i contenuti in schemi sistematici, sintetizzando il pensiero dell'autore. Tale metodo si applicava sia ai testi delle arti liberali sia alle Sacre Scritture e ai Padri della Chiesa per la teologia. Bernardo di Chartres, come raccontato da Giovanni di Salisbury, utilizzava la lectio per insegnare la grammatica, mostrando come le regole si applicassero direttamente nei testi classici. Egli incoraggiava inoltre gli studenti a sviluppare uno stile personale, piuttosto che limitarsi a imitare i modelli antichi.
La disputatio era un dibattito strutturato in cui veniva posta una domanda (quaestio). Gli studenti intervenivano per primi, seguiti dal maestro che concludeva con una sintesi e una decisione finale (determinatio). Tale metodo favoriva il confronto tra opinioni diverse e permetteva agli studenti di affinare la capacità di rispondere a critiche e obiezioni. Le dispute potevano variare da semplici esercizi scolastici a solenni dibattiti pubblici, come i quodlibeta. Partecipare attivamente a queste discussioni era un requisito fondamentale per ottenere titoli accademici come baccellierato o magister artium.

## Storia e protagonisti della filosofia Scolastica
Lo sviluppo della filosofia Scolastica può essere suddiviso in diverse epoche, e una delle suddivisioni cronologiche più utilizzate, anche se non è l'unica, è quella proposta all'inizio del XX secolo dallo storico tedesco Clemens Baeumker, che individuò quattro epoche principali:
- epoca pre-scolastica (dall'IX secolo al X secolo) con la fondazione della Schola palatina diretta prima da Alcuino di York e in seguito da Giovanni Scoto Eriugena;
- alta Scolastica (dall'inizio del XI secolo al XII secolo) la cui figura di spicco fu Anselmo d'Aosta, a cui seguirono altri come Pietro Abelardo;
- bassa Scolastica, ossia il periodo d'oro coincidente con il XIII secolo, grazie alla diffusione del pensiero di Alberto Magno e Tommaso d'Aquino, a cui si contrappone specularmente quello di Bonaventura.
- tarda Scolastica, collocabile dopo Duns Scoto, il cui principale esponente fu Guglielmo di Ockham al quale si contrappone il misticismo speculativo di Eckhart.

### Pre-scolastica (dal IX secolo al X secolo)
Nel periodo compreso tra il IX secolo e il X secolo, non si può ancora parlare di una vera e propria filosofia scolastica, che si affermerà pienamente solo nei secoli successivi. Tuttavia, questo periodo rappresentò una fase preparatoria di grande importanza per lo sviluppo della scolastica. Si assistette infatti a una prima strutturazione di un sistema di insegnamento, dopo secoli di discontinuità, al parziale recupero dei testi dell'antichità classica e all'iniziale affermarsi della dialettica come disciplina centrale del pensiero filosofico.
Questi elementi costituirono le fondamenta su cui si sarebbe edificata la scolastica medievale, tanto che gli studiosi utilizzano il termine "pre-scolastica" per descrivere il pensiero filosofico europeo di quest'epoca.

#### Contesto storico e culturale
Negli ultimi secoli di vita dell'Impero romano d'Occidente, i protagonisti del pensiero filosofico furono i teologi e scrittori cristiani che lavorarono per sviluppare e consolidare la dottrina cristiana. Questi autori, i Padri della Chiesa, trovarono nei classici antichi, soprattutto in Platone e negli stoici, alcuni elementi compatibili con la nuova fede e da qui attinsero, creando una disciplina nota come patristica. Grandi personalità, come Agostino, Origene e Gregorio di Nissa, grazie alle loro interpretazioni delle Sacre Scritture e alla formulazione dei primi concetti teologici fondamentali, influenzarono profondamente la teologia cristiana e la filosofia occidentale.
A seguito della caduta dell'Impero romano d'Occidente avvenuta nel V secolo e dell'arrivo delle popolazioni germaniche, l'Europa sperimentò un lungo periodo di crisi culturale e decadenza morale. La cultura classica, che aveva fiorito nei secoli precedenti, subì un drastico declino. Le scuole e i centri di apprendimento furono abbattuti o, comunque, marginalizzati. Molte opere letterarie, scientifiche e filosofiche dell'antichità furono perse o rimasero accessibili solo a pochi. La lingua latina stessa si evolse, diventando meno comprensibile e più frammentata, contribuendo all'isolamento culturale, mentre la lingua greca andò quasi completamente dimenticata. Solo i monasteri resero possibile una parziale sopravvivenza del sapere antico. Qui, i monaci, spesso l'unica parte della popolazione alfabetizzata, si dedicarono alla copia e alla conservazione dei testi patristici e classici. In questo contesto, lo studio e lo sviluppo della filosofia fu praticamente impossibile. Una prima inversione di tendenza ci fu tra l'VIII e il IX secolo con la cosiddetta Rinascita carolingia, quando l'Impero carolingio, guidato da Carlo Magno, riuscì a dare all'Europa una certa stabilità politica.

#### Le origini: la Schola palatina

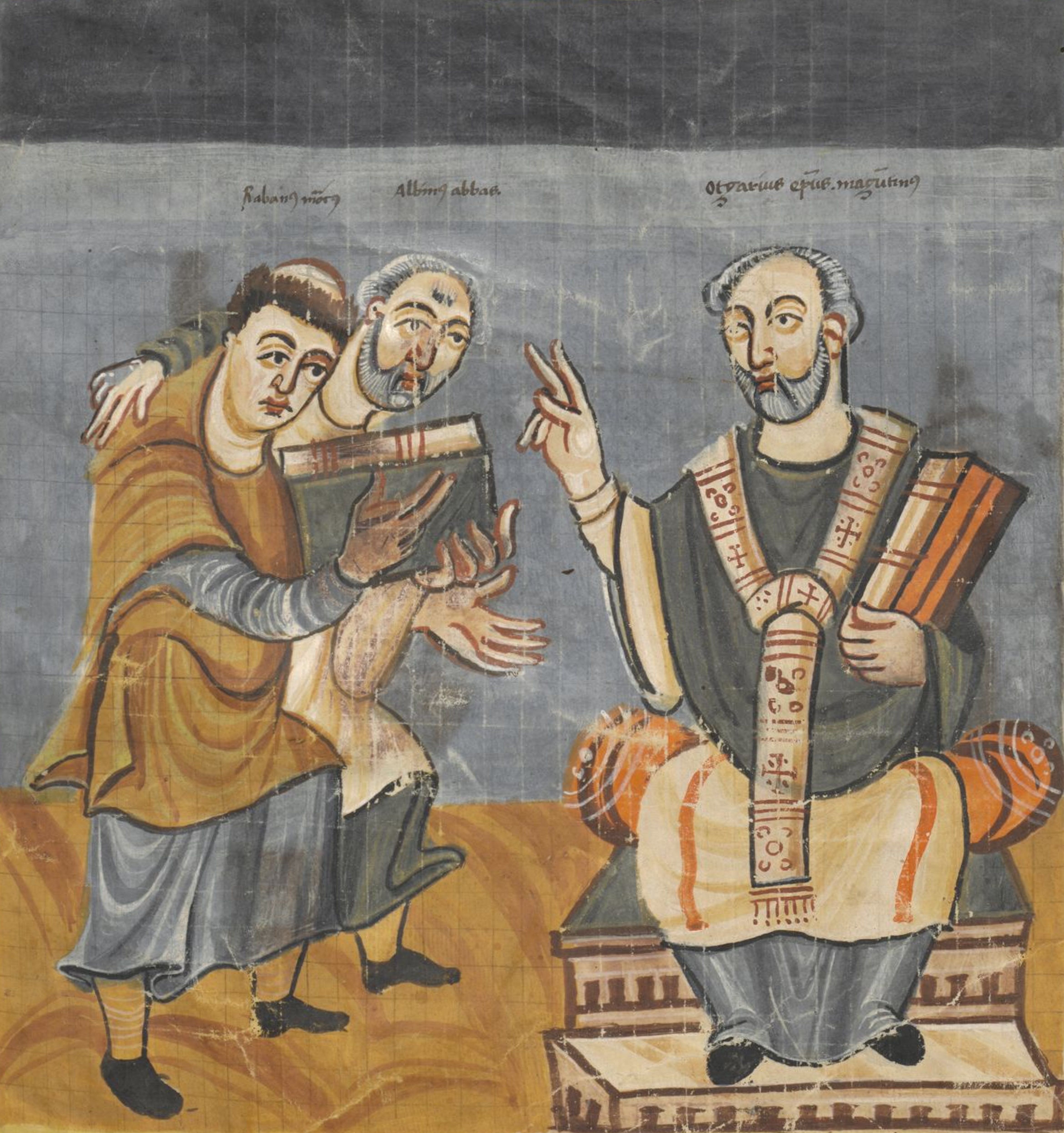
Alcuino di York e Rabano Mauro presentare un libro all'arcivescovo di Magonza

Carlo Magno comprese che, per amministrare e cristianizzare un impero vasto come quello che aveva appena creato, era necessario disporre di funzionari competenti e istruiti. Per questo motivo, intorno al 780, affidò a Alcuino di York il compito di riformare il sistema scolastico, dando vita alla Schola palatina di Aquisgrana. Alcuino, formatosi presso l'abbazia di Monkwearmouth-Jarrow, non può essere considerato un filosofo originale, ma il suo eccellente lavoro di riorganizzazione degli studi pose le basi per il metodo scolastico medievale.
Alcuino accolse con entusiasmo l’incarico e, in una lettera al sovrano, immaginò di fondare nella terra dei Franchi «una nuova Atene, più splendida dell'antica, poiché la nostra Atene, nobilitata dall'insegnamento di Cristo, supererà la sapienza dell’Accademia». Il suo programma di studi includeva, secondo le sue stesse parole, «le arti liberali e le sacre scritture». Questo abbracciava le sette arti liberali – il trivium e il quadrivium – oltre allo studio delle Scritture e dei Padri della Chiesa per gli studenti più avanzati. Per ogni disciplina scrisse un manuale basato su autori cristiani e classici, come Isidoro di Siviglia, Cassiodoro, Beda il Venerabile, Sant'Agostino, Boezio, Prisciano e Cicerone. Inoltre, Alcuino compilò opere sui classici e scrisse trattati sulla giustizia, riconoscendo al sovrano un potere assoluto ma sottolineando l'importanza di esercitarlo con equità e secondo i precetti cristiani.

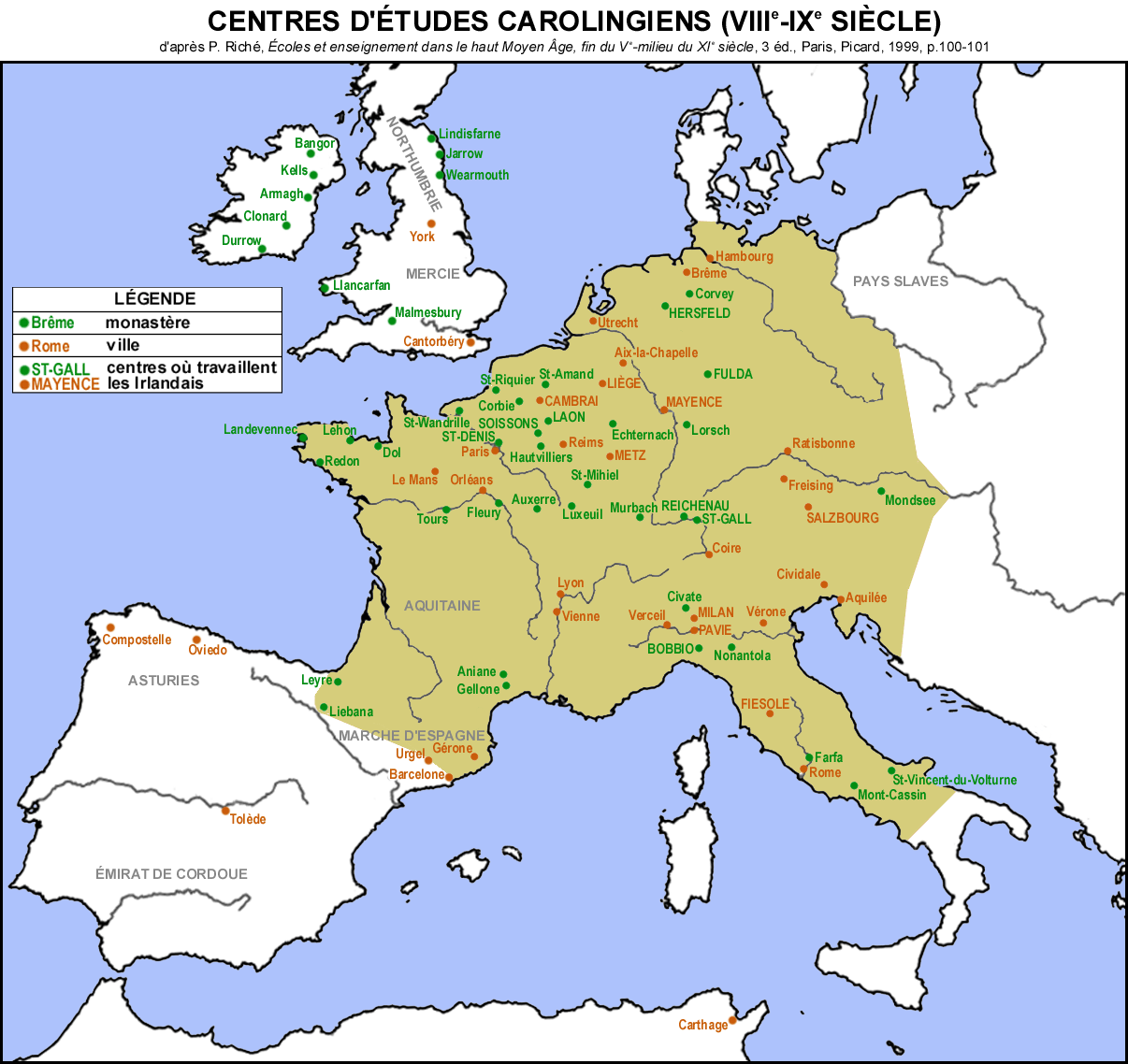
Centri di studio nell'VIII e IX secolo: in verde le scuole monastiche, in arancione le scuole episcopali.

Alcuino morì nell'804, ma altri maestri continuarono la sua opera di scolarizzazione, promuovendo per tutto il IX secolo vivaci, seppur non particolarmente originali, dibattiti teologici su temi quali la Trinità, l'Eucaristia, la nascita verginale di Gesù, la predestinazione, l'inferno e la natura dell'anima. Tra i più importanti insegnanti dell'epoca si annoverano Lupo Servato, Pascasio Radberto, Erico di Auxerre, Remigio di Auxerre, Godescalco d'Orbais e Rabano Mauro. Quest’ultimo ebbe un impatto significativo sulla cultura germanica, producendo numerose opere, tra cui commenti all'Isagoge di Porfirio e al De interpretatione di Aristotele, in cui sviluppò un’analisi sulla formazione della conoscenza.
Negli stessi anni, Incmaro di Reims, influente consigliere di Carlo il Calvo, scrisse il De ordine palatii, un'opera in cui descriveva i doveri del re e l'organizzazione politico-amministrativa. Incmaro, ispirato dal pensiero di Gregorio Magno e Sant'Agostino, affrontò anche il tema della giustizia e della legge. Tuttavia, non riuscì a fornire un'interpretazione chiara: per lui la legge rappresentava l'espressione della volontà popolare e il re era tenuto a governare secondo essa, sebbene potesse derogare alla legge positiva per preservare la giustizia divina.

#### Giovanni Scoto Eriugena

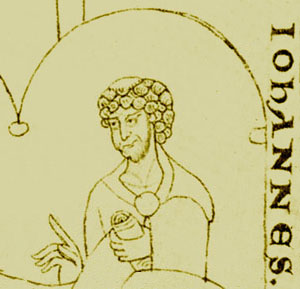
Giovanni Scoto Eriugena

Alcuino e gli altri maestri furono i principali artefici della rinascita carolingia, ma i loro contributi si limitarono prevalentemente all'organizzazione degli studi e al commento dei pochi testi classici ancora disponibili nei monasteri. L'unica figura del tempo che si distinse per l'originalità del pensiero e la capacità di sintesi teologica fu Giovanni Scoto Eriugena, a capo della Schola palatina a partire dall'846-847. Eriugena «dominò la sua epoca» e la sua opera fu considerata straordinariamente innovativa rispetto al contesto a lui contemporaneo. Tra i pochi del suo tempo a conoscere il greco antico, Eriugena poté accedere direttamente alle fonti della patristica greca, traducendo testi fondamentali e favorendone la diffusione. Tra questi si annoverano le opere di Gregorio di Nissa, Massimo il Confessore e, soprattutto, dello Pseudo-Dionigi, da cui trasse il neoplatonismo che reinterpretò in chiave cristiana. Secondo Étienne Gilson, Eriugena fu «lo scopritore occidentale dell'immenso mondo della teologia greca, sommerso da troppa ricchezza imprevista per avere il tempo di scegliere, abbagliato da troppe idee nuove per essere capace di una critica».
Nel 850, Eriugena fu incaricato di confutare la teoria della predestinazione proposta dal teologo Gotescalco. Nel suo trattato De predestinatione, arrivò persino a negare l'esistenza dell'inferno, un'affermazione che portò alla condanna dell'opera come eresia al concilio di Valenza. Tuttavia, Eriugena evitò gravi conseguenze grazie alla protezione di Carlo il Calvo.
La sua opera più importante, il De Divisione naturae, elabora una complessa teoria del divino ispirata al neoplatonismo, arricchita dal concetto cristiano di un Dio personale e creatore. Per Eriugena, Dio è l’unica vera realtà, da cui tutto origina e a cui tutto ritorna. Definisce questo insieme come "natura" e identifica in essa quattro divisioni dell'essere divino: la natura non creata e creante, la natura creata e creante, la natura creata e non creante, la natura non creata e non creante. Il pensiero di Eriugena sull'ordine del cosmo influenzò anche il consolidamento del sistema feudale introdotto dai carolingi. La rigida gerarchia sociale rifletteva quella celeste, di cui era considerata un "riflesso". Egli auspicava una fusione tra potere secolare e religioso, attribuendo una netta preminenza alla componente spirituale rispetto a quella terrena.

#### X secolo: tra crisi e rinascita del pensiero

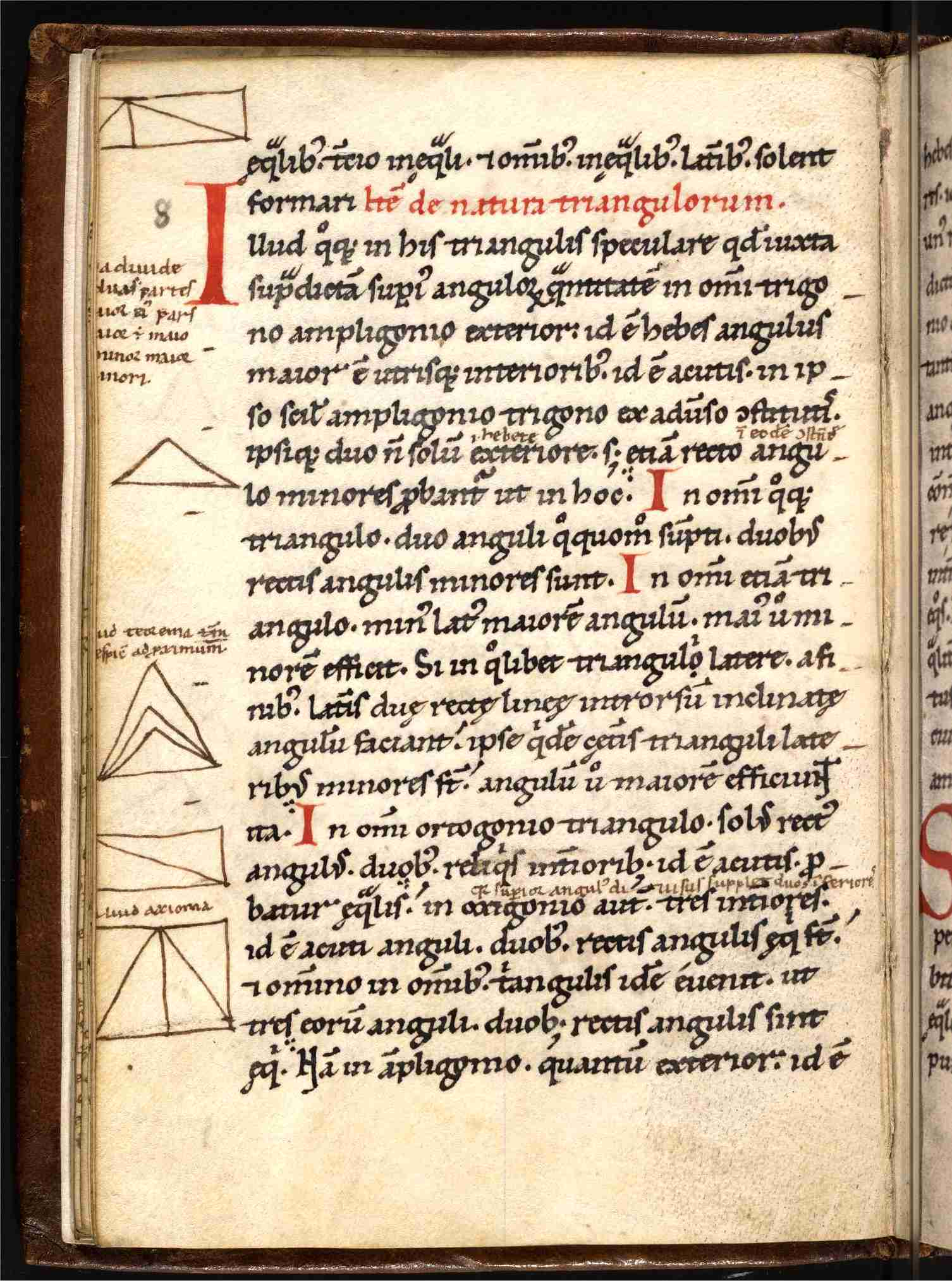
Pagina manoscritta del De geometria di Gerberto di Aurillac, poi papa Silvestro II

Con la morte del re Carlo il Calvo nell'877, il processo di disgregazione dell'Impero carolingio, già avviato con il Trattato di Verdun dell'843, subì una netta accelerazione. Gli anni successivi furono caratterizzati da instabilità politica e dal declino delle strutture sociali. L'Europa affrontò le incursioni dei Normanni, dei musulmani e degli Ungari, mentre la Francia era lacerata da continui conflitti interni. In questo contesto di crisi, i progressi raggiunti durante la Rinascita carolingia furono in gran parte compromessi. L'attività delle scuole si interruppe, e i monasteri benedettini riformati rimasero gli unici centri di cultura. I pochi autori dell'epoca, quasi esclusivamente monaci, si dedicarono principalmente alla preservazione e diffusione del sapere, trascurando lo sviluppo di studi filosofici originali. Tra questi, Remigio di Auxerre è probabilmente l'unico pensatore degno di menzione a cavallo tra il IX e il X secolo. Maestro presso l'abbazia di San Germano, il suo pensiero, del quale ci sono pervenute solo poche tracce, fu fortemente influenzato dal neoplatonismo e da Giovanni Scoto Eriugena, da cui riprese la definizione di natura.
Mentre la crisi carolingia segnava il periodo successivo alla morte di Carlo il Calvo, la stabilizzazione politica portata dal regno di Ottone I di Sassonia favorì una nuova fase di rinascita culturale, conosciuta come la Rinascita ottoniana. Tra i protagonisti di questo periodo si distinguono Abbone di Fleury e Gerberto di Aurillac, che in seguito divenne papa con il nome di Silvestro II. Abbone di Fleury insegnò presso l'Abbazia di Fleury, una delle poche scuole monastiche rimaste attive, dove si studiavano la grammatica, la dialettica, l'aritmetica e il pensiero dei Padri della Chiesa.
Gerberto di Aurillac si distinse per la sua vastissima erudizione, frutto dello studio degli autori classici e dei suoi viaggi nella Spagna islamica, dove venne in contatto con la cultura araba, allora molto avanzata. Come insegnante di retorica e dialettica, utilizzò non solo gran parte degli scritti conosciuti degli autori dell'antichità, ma anche le Categorie e il De Interpretatione di Aristotele, oltre ai commenti di Boezio sulla logica. I suoi interessi si estendevano sia alle discipline del trivium sia a quelle del quadrivium, come dimostrano i suoi studi di aritmetica, astronomia e musica.

### Scolastica anteriore o Alta scolastica (XI - XII secolo)
L'anno 1000 segna simbolicamente il passaggio dall'alto al basso medioevo, periodo che vede profondi cambiamenti nel contesto europeo. A partire dall'XI secolo, il processo di stabilizzazione politica, avviato con la dinastia ottoniana, proseguì, favorito anche dal periodo caldo medievale, un fenomeno climatico che, tra l'anno 950 e l'anno 1250, portò a temperature più miti, favorendo le rese agricole e contribuendo alla crescita demografica. I centri urbani, quasi abbandonati nei secoli precedenti, iniziarono a ripopolarsi, dando vita a nuovi ceti sociali che animarono l'economia, la religione e la cultura. La maggiore sicurezza incentivò i commerci e i movimenti di persone. La Chiesa cattolica, dopo decenni di crisi morale (Saeculum obscurum), fu protagonista di una profonda riforma che ne rilanciò la spiritualità. In questo contesto, la Chiesa entrò in conflitto con l'Impero nella famosa lotta per le investiture, riguardante il diritto di nominare i vescovi e gli abati, un aspetto fondamentale per il potere politico e religioso del tempo.
Tale clima di rinnovamento ebbe effetti positivi sulle attività intellettuali, con un culmine nel secolo successivo durante la rinascita del XII secolo. La crescita delle città non solo favorì la nascita delle scuole cattedrali, ma stimolò anche lo sviluppo delle prime università medievali, che divennero importanti centri di formazione e di ricerca. Inoltre, le traduzioni nell'Occidente latino durante il XII secolo permisero la riscoperta dei classici greci e latini, contribuendo all'affermazione della Scolastica. Sebbene i confini temporali di quest'ultima siano sfumati, figure come Anselmo d'Aosta (XI secolo) e Pietro Abelardo (XII secolo) sono spesso citate come "padri della Scolastica".

#### Anselmo d'Aosta

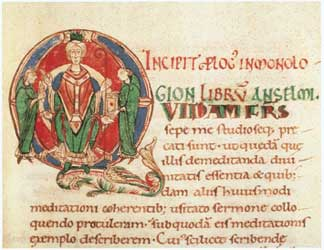
Iniziale miniata da un manoscritto del Monologion risalente al XII secolo

Anselmo d'Aosta (1033 o 1034 - 1109), monaco benedettino e successivamente arcivescovo di Canterbury, è considerato uno dei massimi pensatori del medioevo cristiano e la figura filosofica più rilevante dell'XI secolo. Spesso riconosciuto come il fondatore della Scolastica, Anselmo cercò una sintesi tra fede e ragione, ispirandosi alle tradizioni platonica e agostiniana. Il suo celebre motto, Credo ut intelligam (credo per capire), sottolinea la priorità della fede, ma anche la possibilità di conferirle una validazione razionale. Per Anselmo, fede e ragione, entrambe derivanti da Dio, non possono mai essere in contraddizione.
Anselmo affrontò il tema dell'esistenza di Dio in due opere principali. Nel Monologion (scritto nel 1076 su invito di alcuni monaci dell'abbazia di Notre-Dame du Bec), sviluppò una dimostrazione a posteriori, nota come "argomento dei gradi", secondo cui l'esistenza di un Essere supremo è necessaria come principio ultimo delle cose. Tuttavia, insoddisfatto dei risultati ottenuti, scrisse l'anno successivo il Proslogion, dove formulò la celebre prova ontologica a priori. Secondo Anselmo, «se Dio è l'essere di cui nulla è più grande, non può esistere solo nel pensiero, ma deve necessariamente esistere anche nella realtà». La prova ontologica suscitò sia consensi che critiche. Il monaco Gaunilone confutò l'argomento nel Liber pro insipiente (Libro a difesa dello stolto), a cui Anselmo rispose con il Liber apologeticus adversus respondentem pro insipientem (Libro apologetico contro la risposta in difesa dello stolto). Da allora, il Proslogion venne sempre accompagnato da questa appendice.
Negli ultimi anni, Anselmo partecipò attivamente alla riforma gregoriana e continuò a scrivere opere filosofiche e teologiche. Nel Cur Deus homo, spiegò come Dio, attraverso l'incarnazione, si riconciliò con l'umanità, che da sola non avrebbe potuto riparare il peccato originale. Un suo biografo riferisce che trascorse gli ultimi giorni riflettendo sulla natura e sull'origine dell'anima. Considerato tra le menti più sottili e speculative di tutta la Scolastica, Anselmo «aveva iniziato la sua ricerca intorno a Dio e la concluse con la ricerca intorno all'anima. Si era mantenuto fedele al programma agostiniano: conoscere Dio e l'anima».

#### Il platonismo della scuola di Chartres

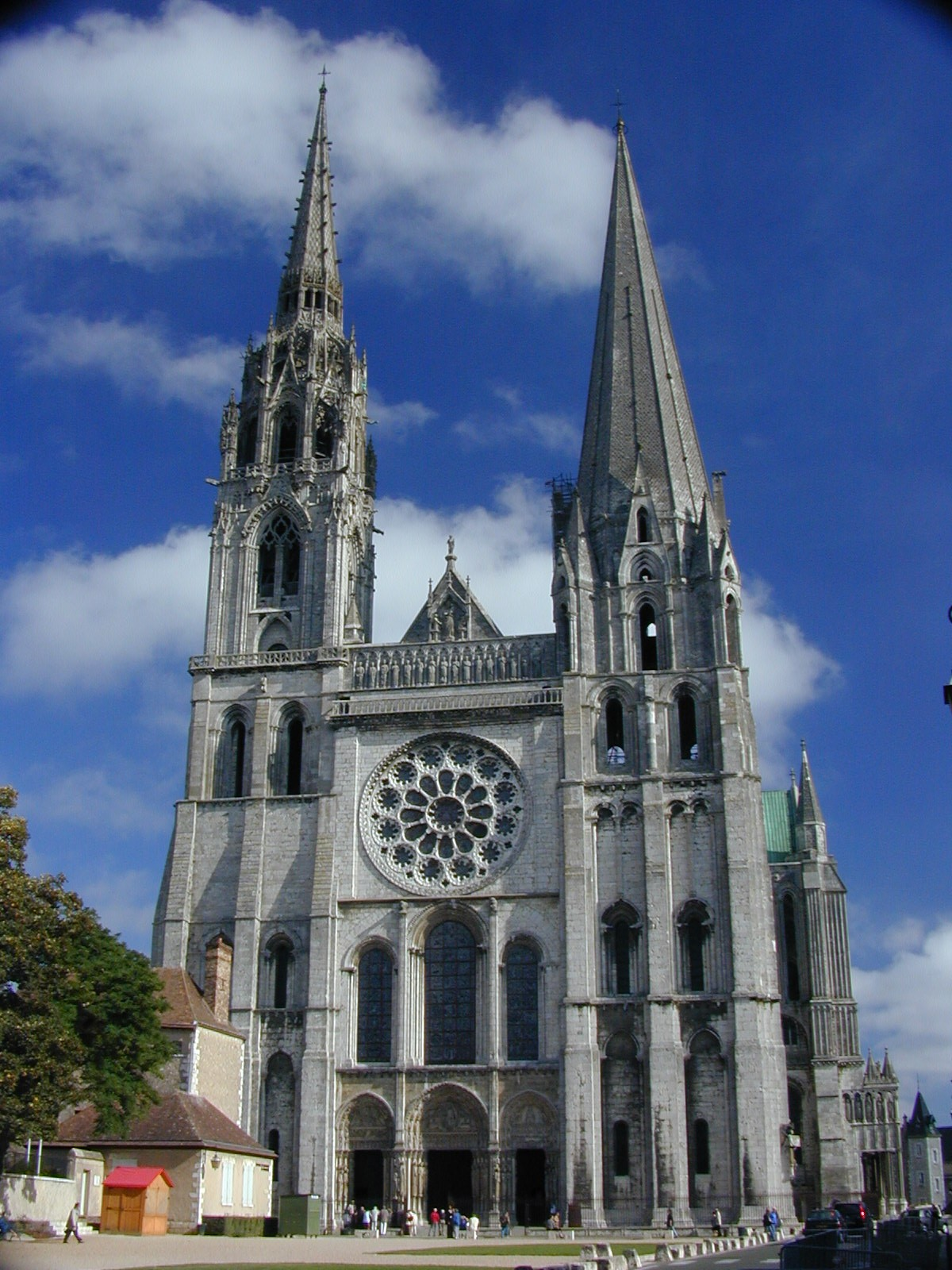
Cattedrale di Chartres

Tra le scuole cattedrali che fiorirono in questi anni, una delle più prestigiose fu la scuola di Chartres. Fondata alla fine dell'XI secolo per iniziativa del vescovo Fulberto, la scuola raggiunse il suo apice nel XII secolo, proponendo un insegnamento che mirava a conciliare la fede cristiana con la filosofia platonica, con particolare attenzione alle scienze naturali e alle arti liberali. Gli studenti della scuola si formavano principalmente sul pensiero neoplatonico di Agostino d'Ippona e Severino Boezio. Tra i testi più letti e commentati vi era il Timeo di Platone, che proponeva una visione della natura ritenuta in sintonia con la Rivelazione cristiana. La scuola di Chartres può essere considerata il primo tentativo organico di armonizzare lo studio della natura con i contenuti delle Sacre Scritture.
La prima grande figura della scuola fu Bernardo di Chartres (... – 1126 o 1130), il cui pensiero ci è noto grazie al Metalogicon del suo allievo Giovanni di Salisbury. Giovanni descrive Bernardo come un grammatico di formazione neoplatonica, impegnato a fornire una preparazione completa nelle arti liberali, basata sugli scritti degli antichi. Il profondo amore di Bernardo per i classici è ben riassunto nella celebre frase a lui attribuita e riportata da Giovanni:

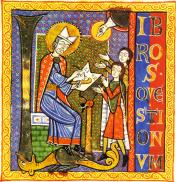
Gilberto Porretano

Forse fratello minore di Bernardo, Teodorico di Chartres è considerato una delle figure più rilevanti della scuola di Chartres. Nel suo Hexaemeron sintetizzò il Timeo di Platone e il libro della Genesi, applicando i principi della fisica per spiegare filosoficamente la creazione del mondo. La sua cosmogonia mostra influssi platonici e neopitagorici, basandosi su una concezione matematica della Trinità, ispirata al De Trinitate di Boezio. Teodorico interpreta il rapporto dialettico tra Dio e le creature come una manifestazione dell'Uno nella molteplicità dei numeri. Tra le sue altre opere spicca l'Eptateucon, un'ampia enciclopedia delle sette arti liberali.
Tra gli allievi di Bernardo, Guglielmo di Conches e Gilberto Porretano continuarono a insegnare a Chartres, sviluppando le idee del maestro. Guglielmo, autore di commenti a testi antichi, presentò due argomentazioni per dimostrare l'esistenza di Dio: una cosmologica e una dialettica. Interpretò il Demiurgo come Creatore e, nel suo De philosophia mundi, raccolse conoscenze di fisica, astronomia, geografia, meteorologia e medicina. Gilberto è noto soprattutto per le sue tesi metafisiche esposte nei Commenti agli Opuscula theologica di Boezio. Tuttavia, alcune di queste idee gli valsero una condanna al Concilio di Reims del 1148.

#### Abelardo

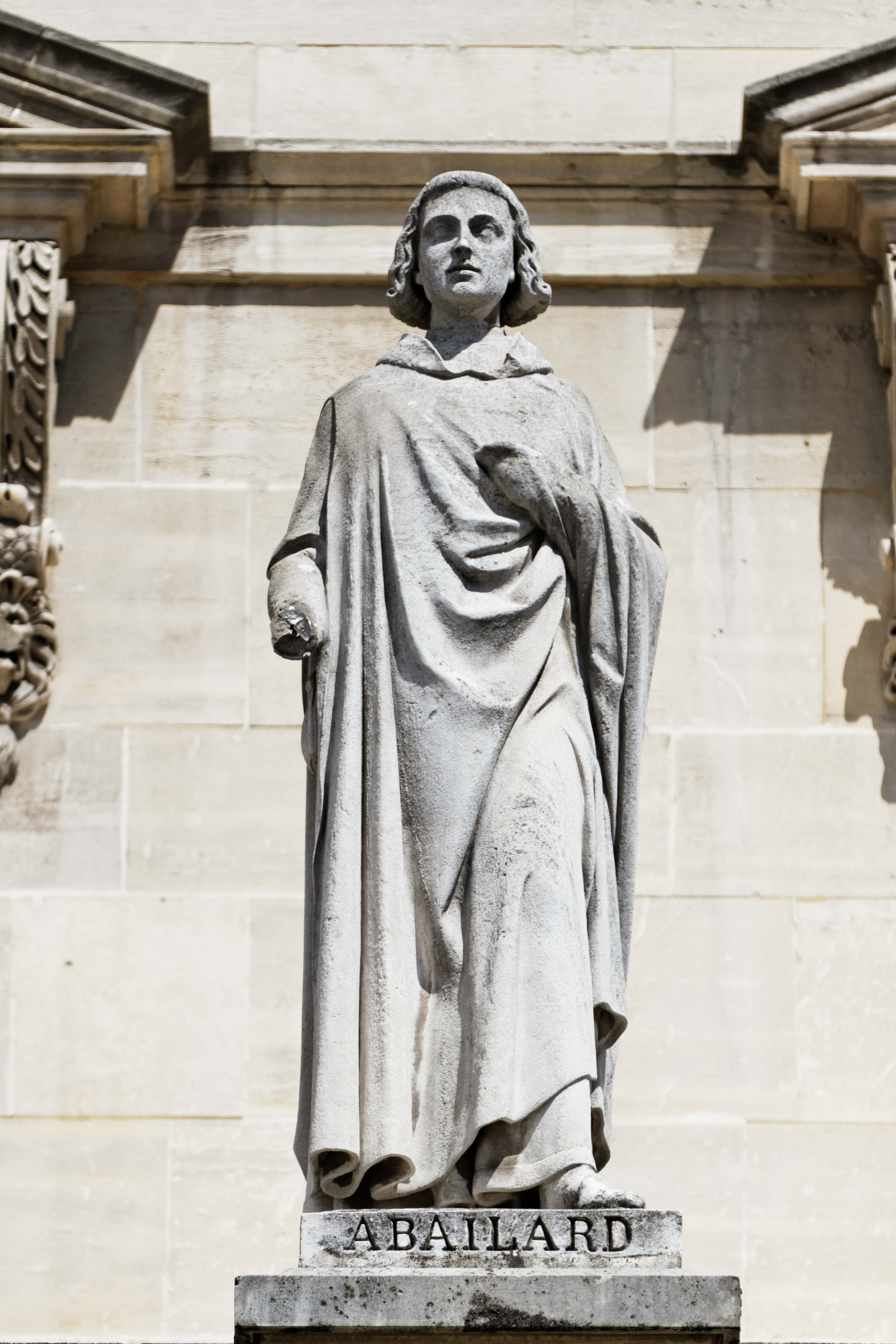
Statua di Abelardo di Jules Cavelier (1855-1857) - Palazzo del Louvre, Parigi

Pietro Abelardo è una delle figure più importanti del XII secolo, noto per il suo contributo allo sviluppo del metodo e della tecnica che le università del XIII secolo avrebbero adottato per elaborare le complesse sintesi teologiche del Medioevo. Innovatore e spesso contestatore, Abelardo è stato definito «l'altra faccia del Medioevo». Fin dagli inizi dei suoi studi, mostrò un atteggiamento critico verso le dottrine dei suoi maestri, soprattutto riguardo alla natura degli universali e all'uso della dialettica. Dopo aver aperto una scuola a Santa Genoveffa a Parigi, attrasse numerosi studenti e, successivamente, ottenne la cattedra alla scuola di Notre Dame, che sarebbe diventata il primo nucleo dell'Università di Parigi. Animo tormentato anche per vicende personali, come la celebre relazione con Eloisa, i suoi scritti si concentrarono su logica, teologia ed etica.
Tra le sue opere più significative spicca il Sic et non, una raccolta di sentenze dei Padri della Chiesa su 158 problemi teologici. Abelardo confronta opinioni contrastanti, distinguendo le idee personali degli autori dalle loro interpretazioni. Pur promuovendo la ricerca critica, sottolinea i limiti della mente umana nel comprendere pienamente gli insegnamenti della tradizione e della Bibbia, ridimensionando così l'autorità delle auctoritates. Per lui, il dubbio è fondamentale: «È lo stimolo del dubbio che porta alla ricerca, e attraverso la ricerca si arriva alla conoscenza della verità». Abelardo considerava la ragione essenziale, poiché la fede non deve ridursi a una ripetizione meccanica di dogmi, ma richiede l'intervento attivo della razionalità. Tuttavia, la grazia divina rimane imprescindibile per accedere pienamente alla verità. Egli utilizzò la dialettica come strumento per esercitare la ragione, affermando che il rispetto delle regole logiche è l'essenza della razionalità stessa. L'applicazione della dialettica ai temi sacri suscitò polemiche, poiché veniva percepita come una sfida all'autorità della tradizione. In realtà, Abelardo mirava a rendere il mistero cristiano più accessibile, senza negarlo.
Le sue posizioni gli valsero diverse condanne. Nel Concilio di Soissons (1121), fu accusato di eresia per l'opera Introductio ad theologiam e costretto a ritrattare, subendo una breve reclusione. Una seconda condanna avvenne nel Concilio di Sens (1140), convocato da Bernardo di Chiaravalle, che denunciò le sue teorie. Abelardo, ormai anziano, si ritirò a Cluny, dove trovò rifugio presso l'amico Pietro il Venerabile.

#### La scuola di San Vittore, tra Mistica e Scolastica

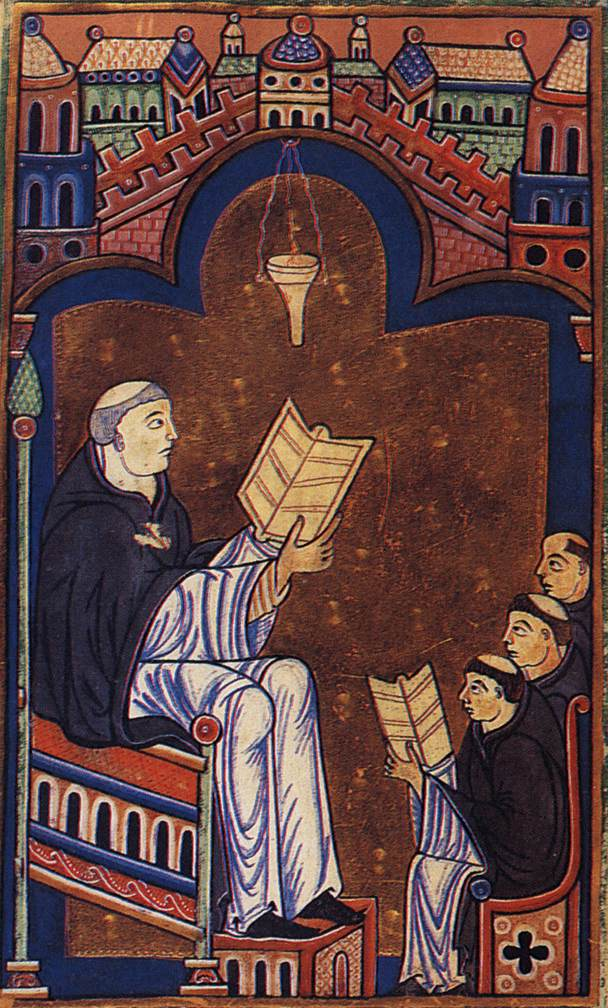
Ugo di San Vittore in una miniatura medievale

Guglielmo di Champeaux, stretto amico di Bernardo di Chiaravalle e maestro di Pietro Abelardo, nella disputa sugli universali fu inizialmente sostenitore di un realismo estremo. Tuttavia, dopo le critiche mossegli da Abelardo, adottò la teoria dell'indifferenza. Intorno al 1110, lasciò l'insegnamento per ritirarsi nell'abbazia di San Vittore, dove fondò la Scuola di San Vittore. Questa scuola divenne rapidamente un punto di riferimento per la spiritualità, la contemplazione e lo studio scientifico.
I maestri di San Vittore cercarono di integrare fede e ragione con un approccio mistico e simbolico. Promuovevano un metodo di studio rigoroso, basato sulla dialettica e sull'analisi delle Scritture, ma sottolineavano che tutto doveva essere subordinato alla preghiera e alla contemplazione, viste come strumenti essenziali per comprendere i misteri divini. A differenza della Scuola di Chartres, San Vittore enfatizzava maggiormente la spiritualità rispetto alla scienza, diventando un crocevia tra mistica e filosofia scolastica.
La figura più importante della scuola fu Ugo di San Vittore, un teologo e mistico di grande spessore. Ugo possedeva una vasta cultura, spaziando dai Padri della Chiesa ai classici dell'antichità, e scrisse opere fondamentali. Nel suo Didascalicon (1125), organizzò sistematicamente il sapere del tempo, evidenziando come lo studio fosse il primo passo verso la crescita spirituale e la comprensione di Dio. Tuttavia, ribadì che la conoscenza teorica doveva condurre alla preghiera e alla contemplazione. Tra le sue opere più importanti si annovera il De sacramentis christianae fidei (1137), un trattato sistematico che analizza i sacramenti come segni visibili delle realtà divine.
A Ugo successe Riccardo di San Vittore come maestro e priore. Riccardo, influenzato da Anselmo d'Aosta, sosteneva la coesistenza tra fede e ragione. Per lui, la contemplazione rappresentava la meta ultima della ricerca spirituale, ma questa doveva essere preceduta dalla meditazione e dallo studio delle arti liberali, considerati propedeutici all'elevazione spirituale. Tuttavia, Riccardo rifiutava lo studio delle arti profane e la dialettica fine a se stessa, richiamandosi alla critica di Bernardo di Chiaravalle.
Un'altra figura rilevante della scuola fu Gualtiero di San Vittore, noto per la sua critica al razionalismo filosofico. Nella sua opera Contra quatuor labyrinthos Franciae, attaccò quattro pensatori contemporanei – Pietro Abelardo, Gilberto di Poitiers, Pier Lombardo e Guglielmo di Conches – accusandoli di allontanare la teologia dalla contemplazione spirituale verso un approccio eccessivamente razionale. Per Gualtiero, la filosofia doveva essere subordinata alla fede, con un forte accento sulla preghiera e la vita spirituale.

#### Pier Lombardo e Giovanni di Salisbury

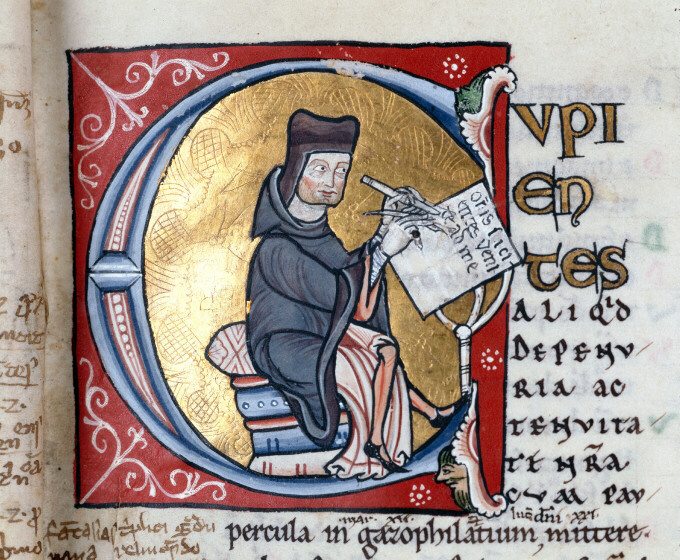
Pier Lombardo in una miniatura in un manoscritto delle Sententiae del XII secolo

Nel XII secolo si manifestò l'esigenza di raccogliere in modo sistematico la dottrina cattolica, con particolare attenzione alle interpretazioni dei Padri della Chiesa, fondamentali per chiarire dubbi o questioni sull'interpretazione dei testi sacri. Tra i primi tentativi, quello di Anselmo di Laon all'inizio del secolo fu significativo, ma l'opera che riscosse maggiore successo fu il Libri Quattuor Sententiarum di Pier Lombardo. Questo testo, pur non essendo originale, si distinse per il suo equilibrio: combinava l'uso della ragione e della dialettica con l'affidamento alle autorità, soprattutto Sant'Agostino, per trattare le verità di fede. Divenne il principale manuale di teologia nelle università medievali del secolo successivo. Tuttavia, le Sententiae incontrarono anche critiche: alcuni detrattori accusarono Pier Lombardo di abusare della dialettica, cercando invano di ottenere una condanna dell'opera al Concilio Lateranense IV del 1215.

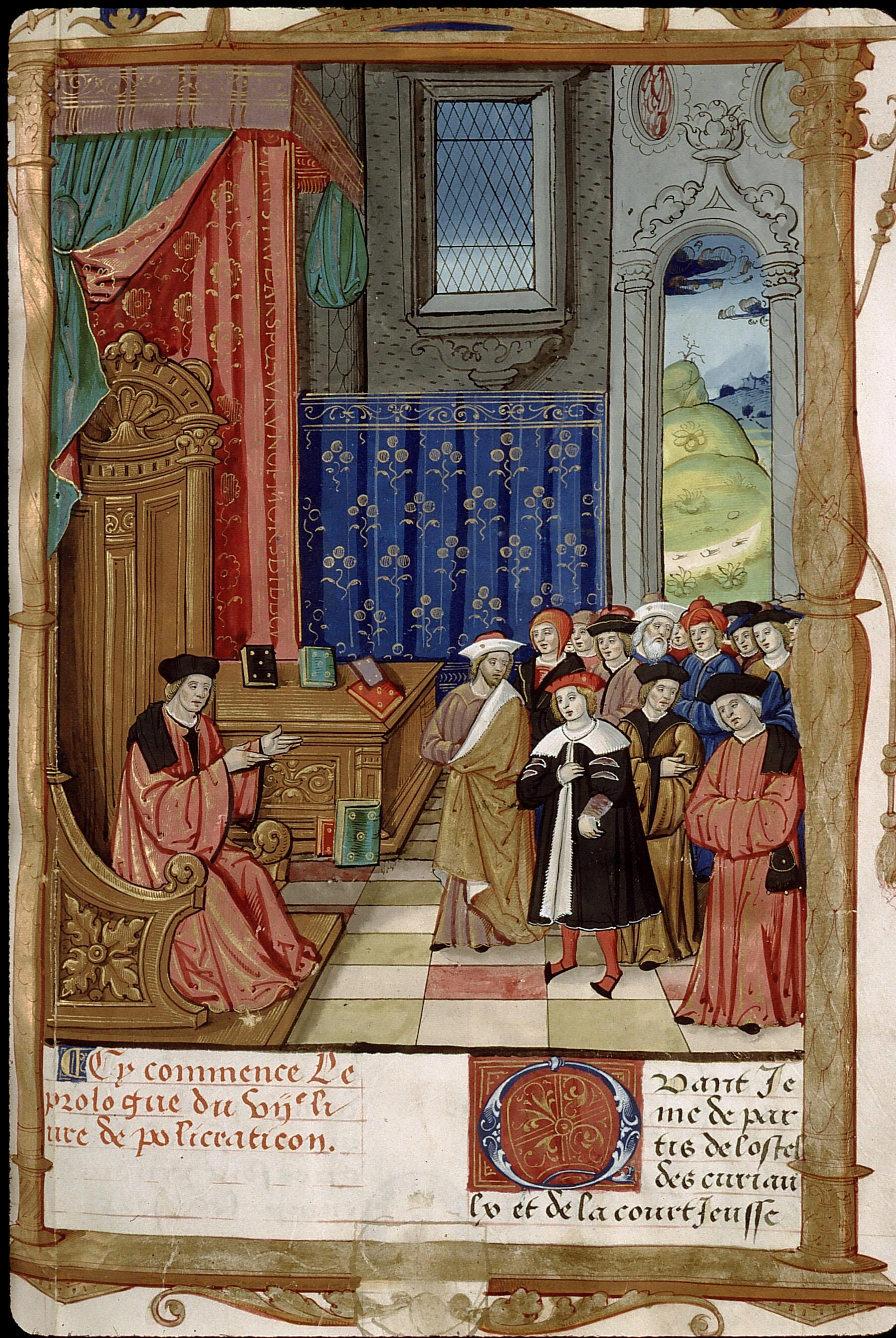
Giovanni di Salisbury tiene una lezione

Giovanni di Salisbury, formatosi a Parigi a contatto con i grandi maestri del suo tempo, assimilò le influenze della dialettica e della filosofia scolastica. È noto soprattutto per due opere di rilievo. Il Policraticus è un trattato politico in cui riflette sul potere e sulla responsabilità dei governanti, attribuendo alla Chiesa una superiorità sullo Stato. Il Metalogicon, invece, è dedicato alla difesa delle arti liberali e della logica. In quest'ultima opera, Giovanni critica sia coloro che disprezzano l'uso della ragione e della dialettica, sia chi ne fa un uso superficiale, sostenendo l'importanza di un'educazione solida per lo sviluppo della conoscenza e della virtù.

### Bassa scolastica: l'apogeo (XIII scolo)
All'inizio del XIII secolo, l'Europa attraversava un periodo di profonde trasformazioni economiche, sociali e culturali. Il commercio marittimo e le rotte mediterranee si espandevano, grazie in gran parte alle Crociate, favorendo l'afflusso di ricchezze e intensificando i contatti con il mondo orientale. Il sistema feudale cominciava a cedere il passo alla nascita degli Stati nazionali, in particolare in Inghilterra e Francia, mentre il papato raggiungeva il culmine del suo potere sotto papa Innocenzo III, che non solo governava la Chiesa, ma esercitava anche un'influenza decisiva sulla politica secolare. La diffusione degli ordini mendicanti, come i Francescani e i Domenicani, contribuì a orientare una parte della Chiesa verso ideali di povertà e predicazione tra la popolazione, influenzando profondamente la cultura e la società del periodo.
Culturalmente, in alcune città, studenti e professori delle scuole cattedrali, che erano emerse nel secolo precedente, iniziarono a organizzarsi spontaneamente, dando origine alle prime università medievali. Queste università si ispiravano al modello delle corporazioni delle arti e mestieri, noto all'epoca. Le prime università sorsero a Bologna e Parigi, seguite da altre come Oxford, Napoli, Padova e Cambridge, che attiravano studenti da tutta Europa desiderosi di ascoltare i professori più illustri. All'interno di queste università, il metodo scolastico prosperò e si svilupparono numerose attività culturali, come la traduzione e la copiatura di libri, che favorirono una crescente circolazione delle opere letterarie, sia contemporanee che antiche.

#### Diffusione del pensiero aristotelico

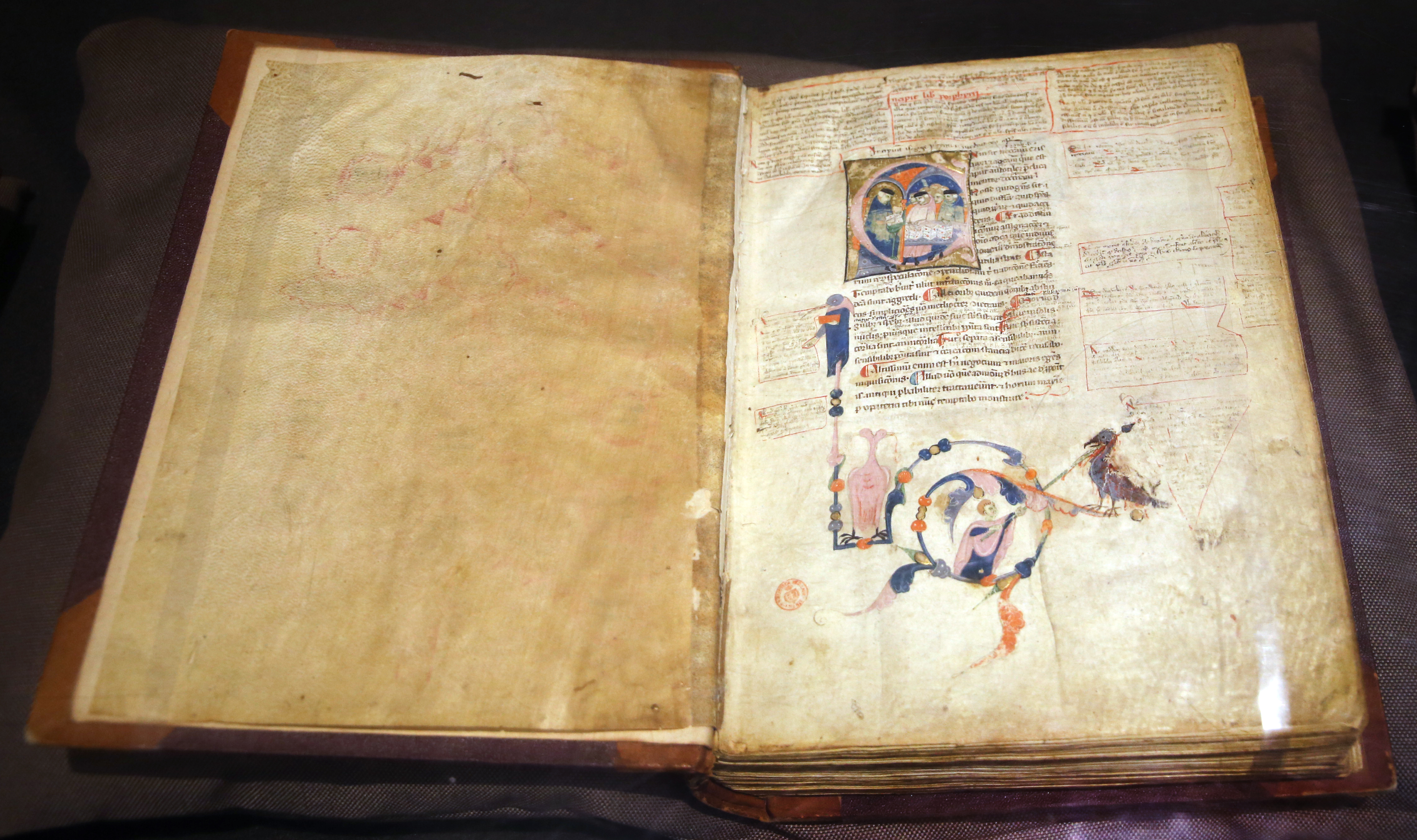
L'Organon aristotelico in un manoscritto del XIII secolo

All'inizio del XIII secolo, gran parte delle opere e del pensiero di Aristotele erano ancora sconosciuti nell'Europa cristiana. Dopo la caduta dell'Impero romano d'Occidente, erano sopravvissuti solo i testi della cosiddetta logica vetus, che includevano le Categorie e il trattato Sull'interpretazione. Tuttavia, a partire dalla metà del XII secolo, le traduzioni dall'arabo permisero l'inizio del recupero aristotelico, che si completò sostanzialmente a metà del secolo successivo con la riscoperta della logica nova, la quale completò l'Organon. Questo recupero stimolò una nuova fioritura della filosofia della natura, che, sebbene non fosse mai completamente sopita, divenne un tema centrale nelle neonate università medievali. Il pensiero aristotelico che giunse inizialmente in Europa fu mediato da Avicenna, il quale cercò di armonizzarlo con la dottrina monoteista Islam, facilitando così l'accoglienza di queste idee anche nel contesto cristiano, che condivideva con l'Islam diversi aspetti filosofici.

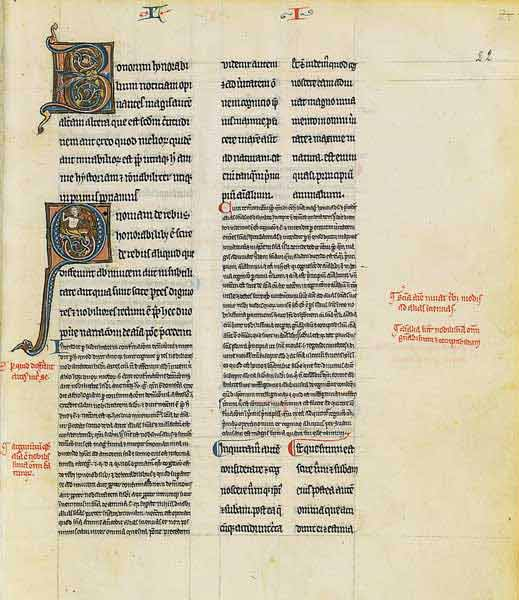
Commento di Averroè a Sull'anima di Aristotele in un manoscritto francese del terzo quarto del XIII secolo

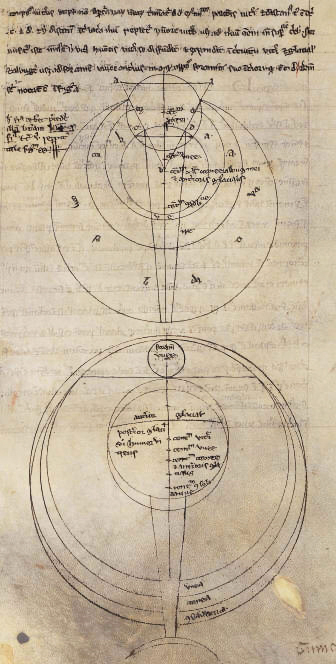
Pagina con studi d'ottica di Ruggero Bacone

A partire dal 1212, grazie al lavoro di Michele Scoto, iniziarono a diffondersi in Europa anche i commenti di Averroè a Aristotele, che, secondo quanto riferito da Ruggero Bacone, raggiunsero l'università di Parigi intorno al 1230. L'approccio di Averroè alle opere di Aristotele si differenziava da quello di Avicenna, in quanto egli non cercò di conciliarle con la religione islamica, ma si concentrò esclusivamente sull'interpretazione genuina del pensiero aristotelico. Questa visione pura diede vita a un movimento noto come "averroismo" all'interno della Scolastica europea. La diffusione delle opere di Aristotele rilanciò l'osservazione e lo studio della natura in Occidente, che divennero una disciplina ufficiale.
Tuttavia, il pensiero aristotelico suscitò preoccupazioni tra gli ambienti culturali europei, poiché alcune sue concezioni, come quelle relative alla natura dell'anima, all'eternità del mondo e alla causalità, non erano compatibili con la dottrina cristiana. La Scolastica aveva sempre cercato di conciliare fede e ragione, ma la diffusione dell'aristotelismo veniva vista come una minaccia sia per la filosofia cristiana che per l'autorità della Chiesa. Questo timore portò l'università di Parigi a vietare la lettura dei testi di filosofia naturale di Aristotele, sia pubblicamente che privatamente. Una commissione venne incaricata di esaminare e selezionare i testi ammessi. Con tale divieto, gli studi aristotelici si spostarono a Università di Oxford, che non aveva ancora imposto limitazioni simili. Tuttavia, anche a Parigi, la lettura di Aristotele riprese, e la commissione incaricata di selezionare i testi finì per creare una base di studi che contribuì spontaneamente all'assimilazione del pensiero aristotelico nella cultura cristiana.
Tra i primi scolastici a confrontarsi con i testi aristotelici vi fu Guglielmo d'Auxerre, che, pur non opponendosi alle tesi di Aristotele, preferì la mediazione di Avicenna, cercando di conciliarle con la dottrina cristiana, adottando una posizione cauta sui temi più controversi. Alessandro di Hales, invece, cercò di integrare alcuni principi aristotelici pur rimanendo legato al neoplatonismo tradizionale. Nella sua Summa theologica, cercò di confutare le nuove correnti filosofiche a favore della dottrina cristiana, senza però proporre contributi particolarmente originali.
Roberto Grossatesta, pur essendo noto anche per le sue traduzioni e commenti su Aristotele, fu un critico del pensiero aristotelico, sostenendo la necessità di un ritorno all'agostinismo per preservare la tradizione scolastica. Tuttavia, lo studio di Aristotele lo portò a confrontarsi con la natura. Ruggero Bacone, discepolo di Grossatesta, fu uno dei primi a commentare i libri di fisica e metafisica di Aristotele all'Università di Parigi, utilizzando anche i lavori di Avicenna e Avicebron. Bacone riteneva necessario approcciarsi alle opere classiche con senso critico, correggendo eventuali errori, un atteggiamento che si discostava dalla tradizionale accettazione passiva dell'auctoritas e che costituì una delle prime basi del metodo scientifico e dell'empirismo.
Guglielmo d'Alvernia, teologo e consigliere del re Luigi XII, è stato descritto come colui che ha utilizzato e combattuto Avicenna più di chiunque altro. Dal pensiero di Avicenna, egli ereditò la dimostrazione dell'esistenza di Dio ma rifiutò la sua concezione della creazione, che il filosofo arabo vedeva come una processione necessaria, affermando invece che fosse la manifestazione del libero arbitrio di Dio. Raimondo Lullo, invece, criticò Averroè e sostenne che la fede potesse essere dimostrata logicamente. Nel suo trattato Ars generalis, propose la logica come scienza universale e base di tutte le conoscenze.

#### Francescani e domenicani, Bonaventura e Alberto Magno

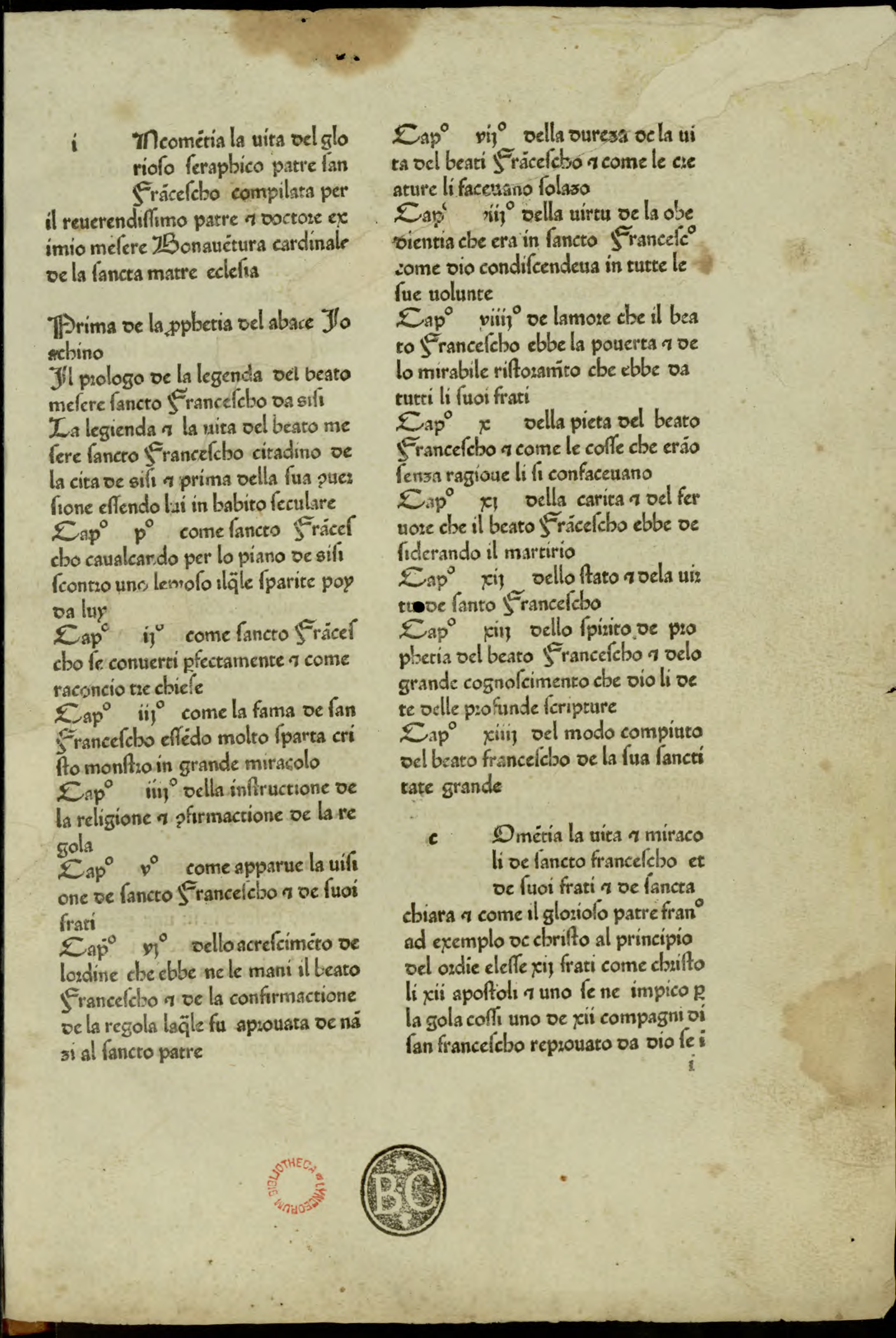
Incipit del Legenda Maior di Bonaventura da Bagnoregio

La discussione sull'aristotelismo fu affrontata anche all'interno dei due principali ordini mendicanti del tempo, francescani e domenicani, con approcci differenti. I francescani si mostrarono cauti riguardo alle tesi che potessero contraddire la dottrina cristiana, preferendo una visione più tradizionale, mentre i domenicani tentarono di armonizzare sistematicamente la filosofia aristotelica con la teologia cristiana.
Tra i principali filosofi francescani che si confrontarono con l'aristotelismo vi fu Bonaventura da Bagnoregio, considerato uno dei più grandi pensatori cristiani. Allievo di Alessandro di Hales a Parigi, Bonaventura ereditò la teoria secondo cui il mondo non poteva essere eterno. Il suo rapporto con la filosofia aristotelica, in particolare quella appresa dalla versione pura di Averroè, fu complesso. Sebbene ne riconoscesse il valore speculativo e l'attenzione verso lo studio della natura, respinse l'impostazione generale di Aristotele, considerandola estranea e addirittura avversa alla verità cristiana. Per questo motivo, Bonaventura preferiva la tradizionale visione platonico-agostiniana, che riteneva capace di conciliare filosofia e teologia, obiettivo che considerava impossibile con il pensiero aristotelico. Nel suo pensiero rimase centrale il tema agostiniano dell'illuminazione divina, che per lui era essenziale solo per i concetti spirituali. Secondo Bonaventura, mentre la sensibilità serve all'anima per formare concetti universali attraverso la realtà empirica, per la conoscenza dei principi spirituali è necessaria l'illuminazione della grazia divina.

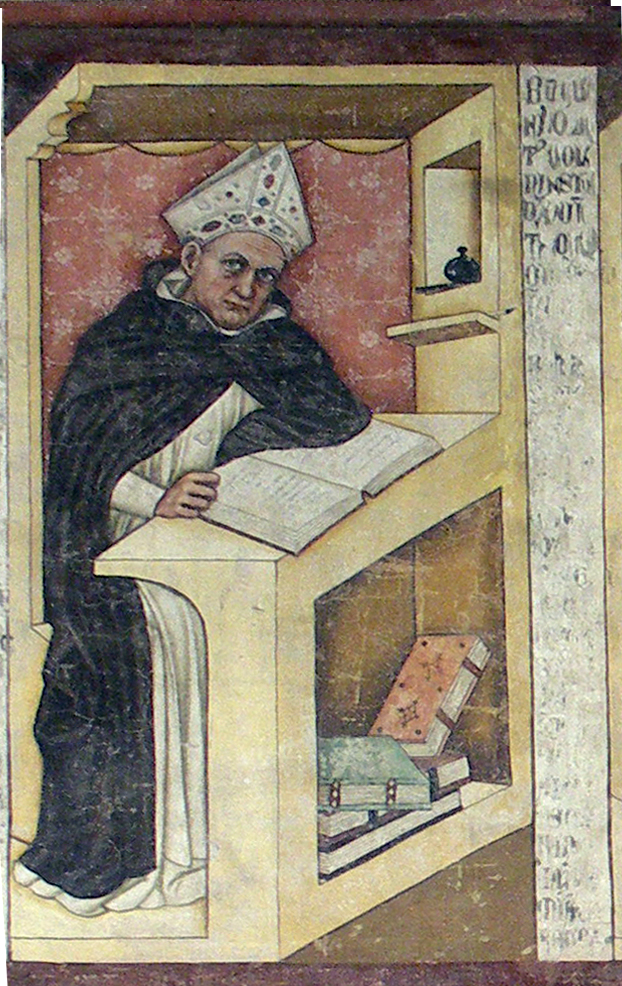
Affresco del XIV secolo con rappresentato Alberto Magno

Tra i domenicani, spicca la figura di Alberto Magno, che fu tra i primi a considerare il pensiero di Aristotele come un "patrimonio da assimilare" piuttosto che una dottrina da combattere. L'incompatibilità con la dottrina cristiana veniva da lui risolta sottolineando le differenze tra teologia e filosofia, due discipline con metodi e argomentazioni diverse che possono giungere a esiti contrastanti senza necessariamente negare la validità di ciascuna. Secondo Alberto, la teologia si fonda sulla Rivelazione contenuta nelle Sacre Scritture, mentre la filosofia si basa sulla ragione. Seguendo questo principio, anche il pensiero aristotelico poteva trovare spazio nella teologia cristiana, seppur con un approccio critico. Alberto considerava Sant'Agostino la massima autorità in materia di fede, mentre Aristotele era considerato la figura di riferimento per la scienza.
Alberto Magno si occupò anche delle discipline scientifiche, producendo osservazioni originali sui mondi animale, vegetale e minerale. Viene considerato uno dei pochi autori medievali che si avvicinò all'effettiva osservazione della natura.

#### Tommaso d'Aquino

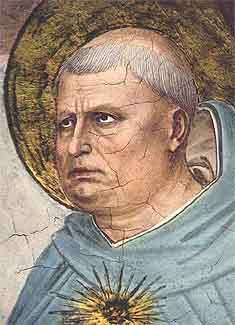
San Tommaso d'Aquino dipinto da Beato Angelico

Discepolo di Alberto Magno, Tommaso d'Aquino si trovò di fronte all'avanzare dell'aristotelismo arabo, che sembrava minare i fondamenti della fede cristiana. Rispondendo a questa sfida, Tommaso dimostrò che la fede cristiana non aveva nulla da temere, poiché le verità della ragione e quelle della Rivelazione sono entrambe emanazioni dello stesso Dio e non possono essere in contrasto tra loro. Così, Tommaso riuscì a costruire un «sistema di sapere mirabile per logica e trasparente connessione» tra il pensiero aristotelico e quello platonico-agostiniano, grazie al quale «l'aristotelismo diventa docile e flessibile alle esigenze della speculazione cristiana» senza ricorrere a espedienti occasionali o adattamenti artificiali, ma attraverso una riforma radicale del sistema filosofico.
Secondo Tommaso, Aristotele, studiando la natura, l'intelletto e la logica, aveva sviluppato conoscenze universali e sempre valide, facilmente integrabili nella teologia cristiana, poiché spesso la filosofia giunge alle stesse verità contenute nella Bibbia. La grazia della fede, per Tommaso, non distrugge la ragione, ma la completa, orientandola verso la meta finale della metafisica aristotelica, che è la conoscenza della verità, invariabile nel tempo e nello spazio. Il compito del sapiente è quindi volgersi alla verità, come la divina Sapienza che si è incarnata «per rendere testimonianza alla Verità» e che costituisce la fine ultima dell'intero universo, il cui senso e spiegazione risiedono nell'intelletto di Dio, creatore di tutto.

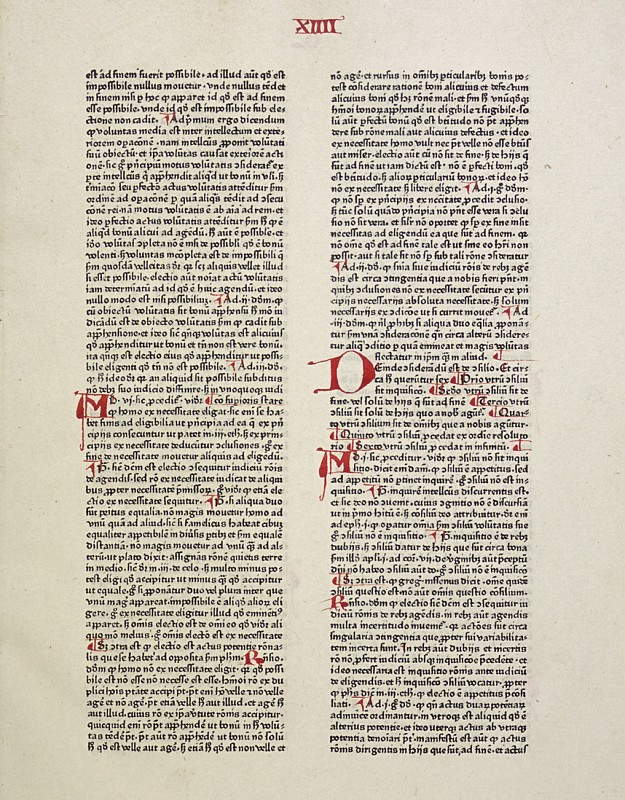
Foglio manoscritto della Summa Theologiae di Tommaso d'Aquino

Nel tentativo di conciliare l'aristotelismo con la Rivelazione cristiana, Tommaso cercò di stabilire un accordo tra ragione e fede, delineando i rispettivi ambiti: la ragione si occupa delle verità dimostrabili, mentre la fede concerne le verità rivelate. Poiché entrambe sono verità, non può esserci contraddizione tra di esse, e le apparenti contraddizioni non sono che apparenti.
Per Tommaso, la filosofia ha un'autonomia propria, ma non può giungere da sola alla conoscenza dell'intera verità; essa deve essere integrata e perfezionata dalla fede in Dio e dalle Sacre Scritture. Allo stesso modo, la teologia corregge la filosofia senza sostituirla. La filosofia rimane uno strumento per espandere la conoscenza, anche se non può condurre alla verità assoluta, come già dimostrato dai presocratici, il cui pensiero fu ampliato da Platone e successivamente da Aristotele.
Nel lavoro speculativo di Tommaso, la ricerca di Dio è centrale, poiché è solo grazie a lui che «tutto si unifica e acquista luce e coerenza». La sua esistenza è dimostrata attraverso le Cinque vie, cinque argomenti cosmologici in gran parte ispirati dalla cosmologia aristotelica, presentati nella sua opera fondamentale, la Summa Theologiae, scritta in forma di disputa scolastica, un metodo basato sulla lezione accademica.
Nonostante la diffidenza iniziale verso Tommaso e il suo pensiero (il tomismo), nel 1227 l'Università di Parigi condannò alcune delle sue tesi. Tuttavia, a partire dalla seconda metà del XV secolo, il suo prestigio crebbe, e oggi è considerato «il filosofo ufficiale della Chiesa» e «il maggiore pensatore del medioevo e il più grande filosofo cristiano della storia». Nel XVI secolo, il concilio di Trento fece spesso riferimento al suo pensiero per esprimere in termini chiari concetti di fede.

#### Averroismo e agostinismo

Averroè dipinto da Andrea di Bonaiuto. Cappellone degli Spagnoli di Santa Maria Novella, Firenze

Se Tommaso d'Aquino lavorò a un sistema che conciliava il pensiero di Aristotele con la dottrina cristiana, in Europa si affermò anche una corrente, conosciuta come "averroismo", che proponeva una lettura radicale delle opere dello Stagirita, negando la necessità di conciliare fede e ragione, privilegiando la seconda. In risposta, emerse anche un movimento opposto, detto "agostinismo", che chiedeva un ritorno alla tradizione dei Padri.
L'idea centrale dell'Averroismo era la "dottrina della doppia verità", secondo cui la verità filosofica e quella religiosa possono coesistere, pur apparendo in contraddizione. La verità filosofica, per gli averroisti, si raggiunge attraverso la ragione e l'indagine razionale, fondandosi in particolare sugli insegnamenti di Aristotele, interpretati da Averroè. La verità religiosa, invece, risiede nelle Scritture e negli insegnamenti della Chiesa, e può contenere elementi soprannaturali che sfuggono alla comprensione razionale.

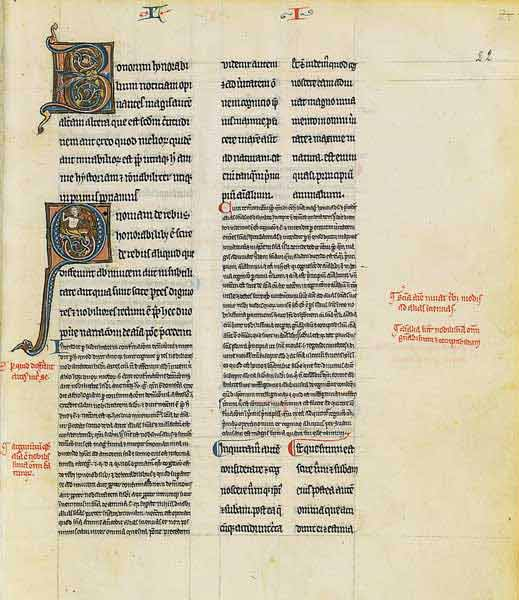
Commentarium magnum Averrois in Aristotelis De Anima libros. Manoscritto francese, anno 1275

Il maggiore esponente dell'averroismo, Sigieri da Brabante, giunse a conclusioni in contrasto con la fede cristiana, ma giustificò tali affermazioni come frutto del suo lavoro filosofico, mentre come credente accettava le verità religiose. Ad esempio, sosteneva l'eternità del mondo e il determinismo dei fenomeni naturali, negando la libertà umana, tesi che la dottrina della Chiesa non accettava. Tuttavia, discostandosi dagli estremismi di Averroè, che attribuiva alla ragione un primato assoluto sulla rivelazione, Sigieri riteneva che la ragione fosse la guida più sicura per il pensiero, ma che l'unica verità finale fosse quella religiosa.
Per Boezio di Dacia, altro importante averroista, il pensiero filosofico rappresentava l'unico bene supremo accessibile all'uomo, e attraverso la ragione si poteva cercare di avvicinarsi alla conoscenza di Dio, bene sommo ma parzialmente sfuggente all'esperienza umana. L'intelletto stesso conteneva un aspetto divino, e il suo sviluppo rappresentava l'unica via per la ricerca della verità.
In risposta alla diffusione dell'aristotelismo, alcuni teologi criticarono non solo gli aspetti incompatibili con la dottrina cristiana, ma anche quelli integrati nella filosofia tomistica. Nacquero così correnti più tradizionaliste, dette "agostiniane" (o "neo-agostiniane"), che si rifacevano al pensiero di Sant'Agostino e seguivano l'impostazione di San Bonaventura, criticando l'influenza di Aristotele in Tommaso d'Aquino. Tra i principali esponenti di questa corrente, tutti appartenenti all'ordine francescano, vi furono Giovanni Peckham, che enfatizzava la spiritualità dell'anima; Ruggero Marston, che rifiutava i filosofi pagani e il pensiero tomistico; e Matteo d'Acquasparta, che recuperò la teoria agostiniana della conoscenza sensibile. Guglielmo de la Mare confutò le tesi di Tommaso, e il suo commento alla Summa Theologiae fu l'unico testo tomistico consentito ai francescani.

#### Giovanni Duns Scoto

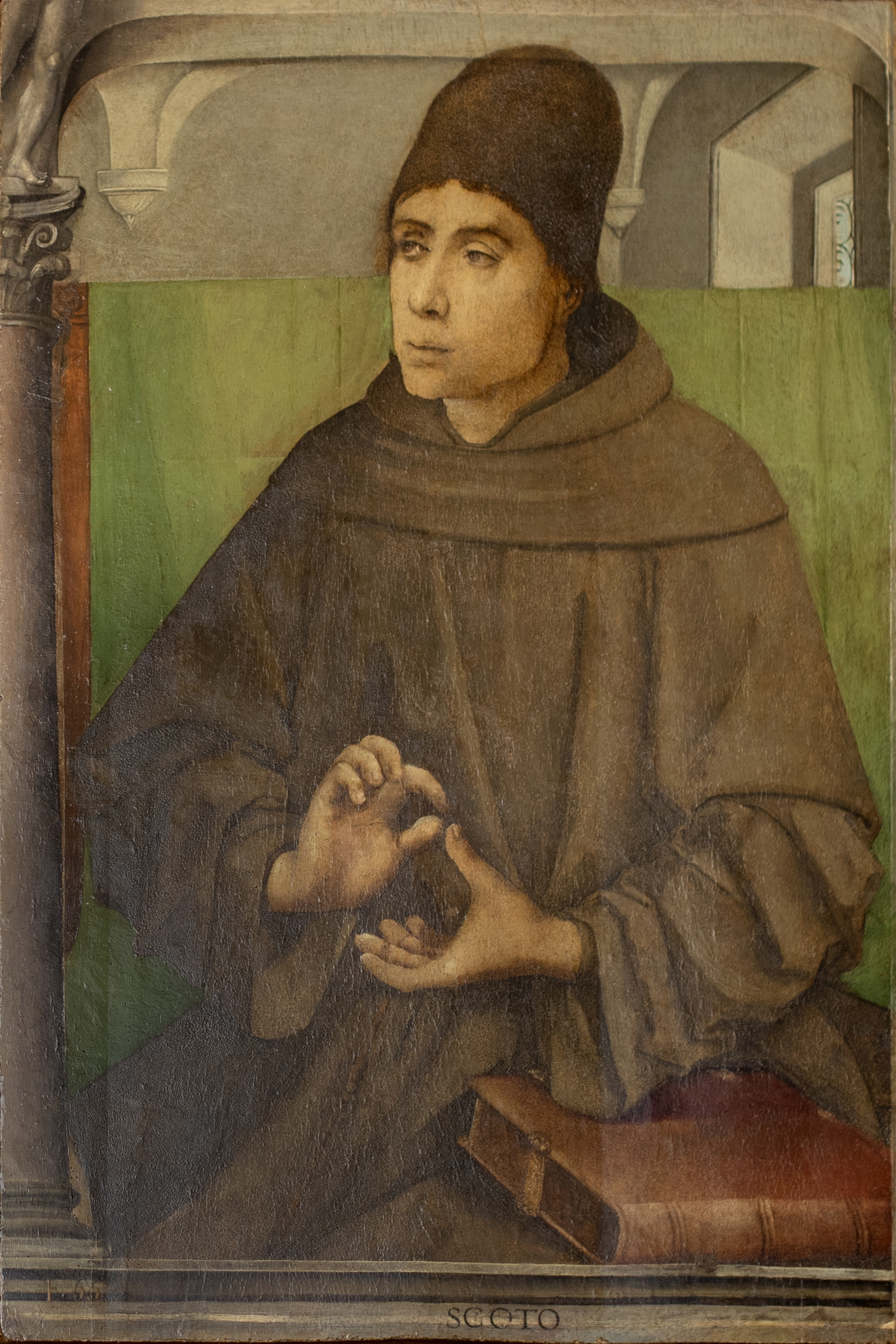
Ritratto di Duns Scoto, opera di Giusto di Gand

Filosoficamente, il Medioevo si distingue per una forte fiducia nella ragione umana, capace di esplorare i misteri della fede grazie al fatto che Dio nei Vangeli si presenta come Logos (Principio Logico). Tuttavia, questa fiducia cominciò a declinare nel Trecento, con il filosofo scozzese Duns Scoto, il quale affermò che la ragione ha limiti insormontabili. Egli criticò il tomismo per il tentativo di conciliare forzatamente fede e ragione, sostenendo che teologia e filosofia appartengono a piani distinti, con metodi e obiettivi incompatibili.
Scoto rifiutò le prove razionali dell’esistenza di Dio basate sull'esperienza (a posteriori), proposte da Tommaso d’Aquino, preferendo una dimostrazione a priori, che considerava più valida. Tuttavia, riconobbe i limiti intrinseci della ragione, enfatizzando l'impossibilità di comprendere razionalmente l’essenza divina.
Nel suo pensiero, il rapporto tra filosofia e religione si recupera in parte con la teoria dell'univocità dell'essere, secondo cui le proprietà di Dio hanno lo stesso significato di quelle applicate a esseri creati, pur con la differenza tra infinito e finito. Scoto introdusse anche il concetto di haecceitas (essenza individualizzante), secondo cui l’unicità di ogni cosa non può essere spiegata razionalmente.
Sottolineò inoltre l'aspetto apofatico di Dio, ribadendo l’esistenza di limiti al sapere umano: il pensiero logico deve accettare che alcune realtà sono inaccessibili alla ragione. Da qui sviluppò il volontarismo, secondo cui la volontà divina è libera e imprevedibile, portando a un maggiore fideismo, ovvero una fiducia cieca in Dio.
Definito il "dottor Sottile" per la complessità del suo pensiero, Scoto rappresenta un ponte tra l’età d’oro e il declino della scolastica. La sua opera, seppur incompiuta a causa della morte prematura nel 1308, segnò la fine del XIII secolo, il periodo che ereditò il meglio del pensiero greco e lo integrò nella riflessione medievale.

### Tarda scolastica (dal XIV al XV secolo circa)
Verso la fine del XIII secolo, l'impetuosa crescita economica e demografica che aveva caratterizzato l'Europa occidentale nei secoli precedenti subì un rallentamento, fino ad arrestarsi completamente nel corso del XIV secolo. Gli studiosi si riferiscono a questo periodo con il termine di "crisi del Trecento". Durante questo secolo si osservò il declino del papato e dell'Impero, le due principali istituzioni del Medioevo, accompagnato dall'ascesa degli stati nazionali, in particolare in Francia e in Inghilterra. A livello sociale, il ceto mercantile, caratterizzato da una visione laica e pratica della vita, iniziò a guadagnare sempre più influenza. Contemporaneamente, la Chiesa veniva spesso accusata di corruzione e di un eccessivo interesse per le questioni terrene.
Agli inizi del XIV secolo, nel campo della filosofia, la scuola ispirata al pensiero di Duns Scoto rappresentava probabilmente l'avanguardia. Tra i suoi esponenti principali figuravano Antonius Andreas, Francesco di Meyronnes, Giovanni di Reading, Francesco della Marca, Giovanni di Bassoles, Giovanni da Ripa e Guglielmo di Alnwick. Il pensiero scotista mise in discussione per la prima volta l'idea di una piena conciliabilità tra Fede e ragione, un principio che aveva sostenuto il pensiero scolastico medievale fino a quel momento. Sebbene per Duns Scoto il ragionamento razionale fosse ancora funzionale all'approfondimento della fede, egli riteneva che la ragione non potesse spiegare completamente gli articoli della fede. L'attenzione crescente verso il mondo naturale e i suoi fenomeni, osservati in maniera diretta, contribuì ad ampliare questo distacco.
Di conseguenza, iniziò a emergere l'idea che la ricerca filosofica non dovesse essere subordinata al dogma, considerato non spiegabile razionalmente, ma che dovesse esplorare strade autonome e non sovrapponibili alla teologia. Questo segnò l'inizio del declino del pensiero scolastico, che aveva raggiunto il suo apice nel secolo precedente.

#### Il nominalismo di Guglielmo di Occam

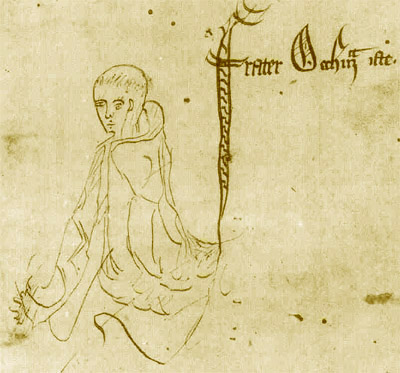
Guglielmo di Occam raffigurato in una copia manoscritta della sua Summa Logicae

Il francescano Guglielmo di Occam rappresenta una figura chiave nel passaggio dalla filosofia scolastica alla filosofia rinascimentale. Filosofo a cavallo tra Medioevo ed età moderna, si formò a Oxford e, a causa delle sue posizioni, fu accusato di eresia, con alcune delle sue tesi condannate dalla Chiesa. Critico nei confronti dell'eccessivo potere temporale del papa Giovanni XII, trovò rifugio presso l'imperatore Luigi di Baviera. Occam fu tra i primi a sostenere con forza l'incapacità della ragione di indagare i misteri della fede, segnando una netta separazione tra filosofia e teologia, che definì con un «atteggiamento laico, ma non laicista».
Guglielmo criticò i tentativi dei suoi predecessori, come Bonaventura e Tommaso d'Aquino, di conciliare fede e filosofia, giudicandoli non solo inutili ma anche dannosi. Temi centrali della Scolastica, come l'esistenza di Dio, la spiegazione della Trinità o l'origine del mondo, erano stati affrontati attraverso la ragione. Tuttavia, Occam rifiutò completamente questa impostazione: per lui, la ragione si fondava sull'evidenza logica e sull'esperienza, mentre la fede era un dono divino, indipendente dalla razionalità. Egli respinse anche le prove razionali dell'esistenza di Dio, affermando che «nulla può essere conosciuto per via naturale in sé, se non sia conosciuto intuitivamente; ma Dio non può essere conosciuto intuitivamente per via puramente naturale».
Occam è celebre per il principio di economia, noto come rasoio di Occam, che postula: «non moltiplicare gli enti oltre il necessario» («Entia non sunt multiplicanda praeter necessitatem»). Questo principio valorizza l'esperienza empirica come base per comprendere i fenomeni, privilegiando la conoscenza sperimentale rispetto alle speculazioni metafisiche. Occam rigettò il platonismo delle idee e parte del pensiero aristotelico basato sulla metafisica.
Nella disputa sugli universali, Occam si schierò a favore del nominalismo. Secondo lui, gli universali non hanno realtà propria, ma esistono solo come nomi creati dall'intelletto umano. L'universale, quindi, non ha alcuna realtà al di fuori dell'anima, e «negli individui non c’è alcuna natura universale realmente distinta da ciò che è proprio di un individuo».
Questa posizione nominalista contribuì a indebolire il sistema scolastico, fondato sul realismo. La teoria di Occam enfatizzava la realtà degli individui e limitava il ruolo della ragione nelle questioni di fede. Questo approccio favorì una prospettiva più empirica e logica, basata sull'intuizione, aprendo la strada al metodo scientifico e al pensiero critico che si svilupparono nei secoli successivi.

#### Scienza naturale

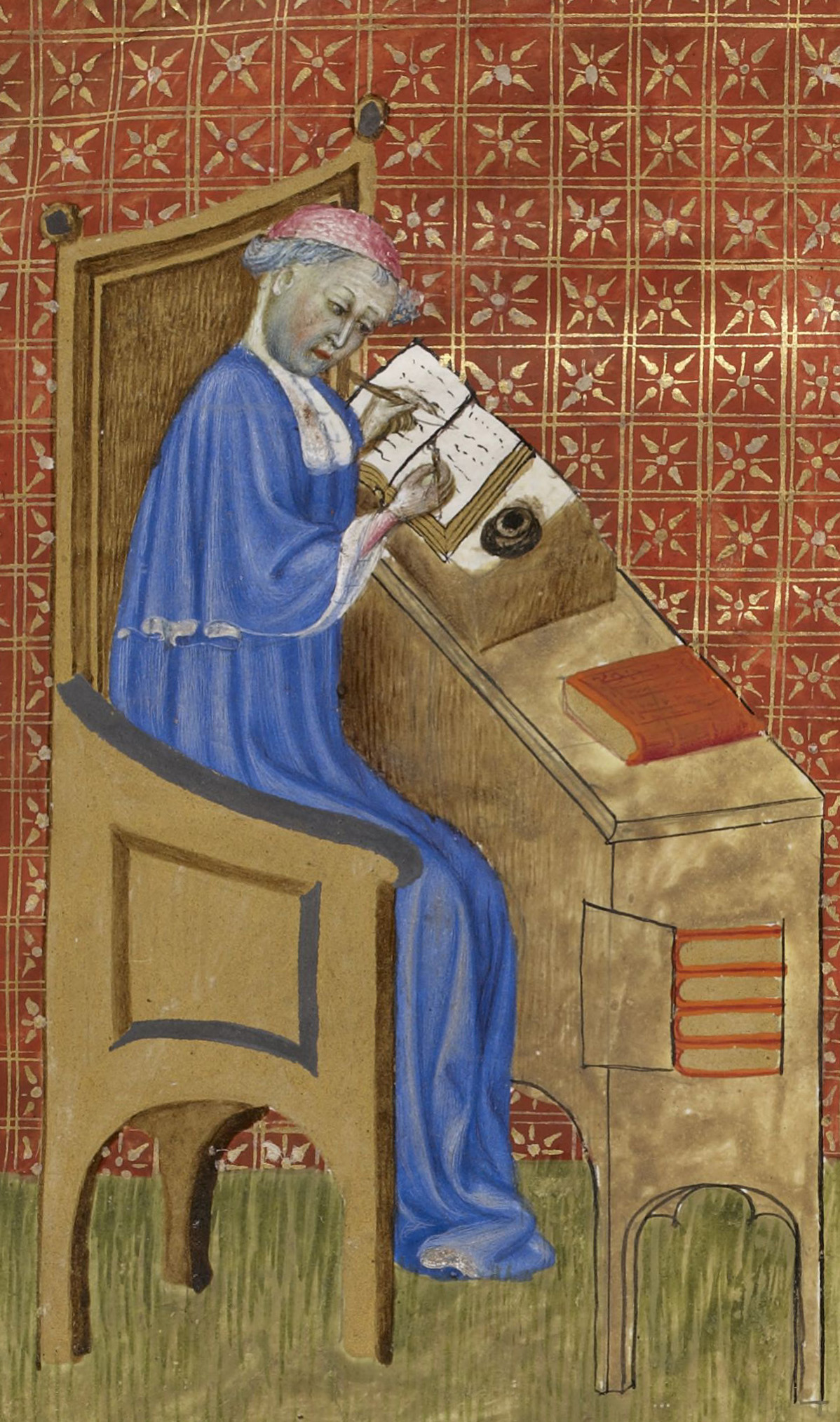
Nicola d'Oresme

Il radicale cambiamento di prospettiva introdotto da Guglielmo di Occam nella filosofia inaugurò una nuova concezione del sapere scientifico, destinata a perdurare per circa due secoli, che gettò le basi per la successiva rivoluzione scientifica e per la nascita del pensiero scientifico. Le teorie naturalistiche di Aristotele furono per la prima volta sottoposte a rigorose analisi critiche, che arrivarono a mettere in discussione persino i loro principi fondamentali. Questo processo di trasformazione fu portato avanti in gran parte dagli allievi di Occam, che operarono principalmente a Oxford e Parigi.
Tra questi spicca Giovanni Buridano, che fu un attento osservatore della natura. Egli superò la teoria aristotelica delle intelligenze motrici introducendo il concetto di inerzia per spiegare il movimento dei corpi e formulò una teoria dell'impeto molto vicina a quella moderna. Nella logica, Buridano applicò intensamente il principio di non contraddizione al mondo reale, studiandolo attraverso l'esperienza sensibile. Un altro protagonista di rilievo fu Nicola d'Oresme, uno dei principali fondatori delle scienze moderne. Autore di numerosi trattati di fisica, matematica, economia, politica e scienze naturali, contribuì significativamente anche all'astronomia, anticipando alcune conclusioni che sarebbero state poi riprese da Copernico.
Alberto di Sassonia, discepolo di Buridano, elaborò teorie sul movimento degli astri senza però abbandonare il tradizionale sistema geocentrico. Fu tra i primi a formulare una teoria sulla gravità che includeva un concetto di centro di massa simile a quello moderno. Nicola d'Autrecourt, invece, sviluppò una visione atomistica della realtà, rifiutando l'idea aristotelica di continuità della materia. Secondo lui, il mondo era composto da unità indivisibili (atomi) e i cambiamenti avvenivano tramite la loro aggregazione o separazione, anticipando alcune idee dell'atomismo moderno. Nicola propose inoltre una revisione radicale del concetto di causa-effetto, mettendo in discussione la necessità del nesso causale come inteso dalla filosofia scolastica.

#### Pensiero politico

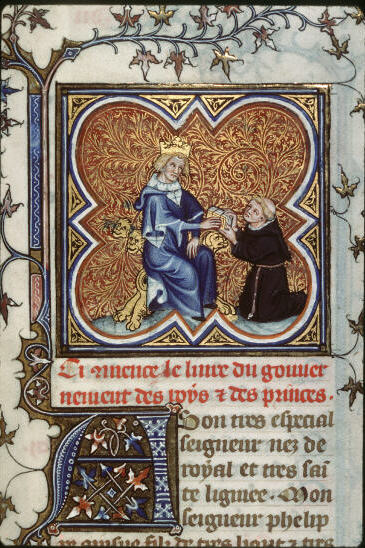
Egidio Romano con Filippo IV di Francia. Egidio fu un sostenitore dell'agostinismo politico

La netta separazione tra fede e ragione proposta da Guglielmo di Ockham influenzò profondamente la società e la politica del suo tempo. Con Ockham iniziò a emergere l'idea che il potere spirituale e quello temporale dovessero essere distinti. Durante una fase di grave crisi morale della Chiesa cattolica, acuita dalla "Cattività avignonese", Ockham criticò le ingerenze politiche del papato, sostenendo che il potere temporale derivasse direttamente da Dio e non dal pontefice. Difese inoltre l'autonomia dei governi laici, affermando che il papa dovesse limitarsi alla sfera spirituale. La sua opposizione al potere assoluto dei pontefici contribuì a gettare le basi del conciliarismo, una teoria che diventerà centrale un secolo dopo per affrontare lo Scisma d'Occidente.
Anche altri pensatori del tempo rifletterono sul rapporto tra autorità religiosa e temporale. Dante Alighieri, nel suo De Monarchia, giunse a conclusioni simili a quelle di Ockham, sostenendo che Chiesa e Impero avessero scopi distinti: la prima perseguiva la beatitudine celeste, mentre il secondo mirava al bene terreno. Tuttavia, Dante attribuiva all’Impero la capacità di garantire pace e giustizia, auspicando l’instaurazione di una monarchia universale.

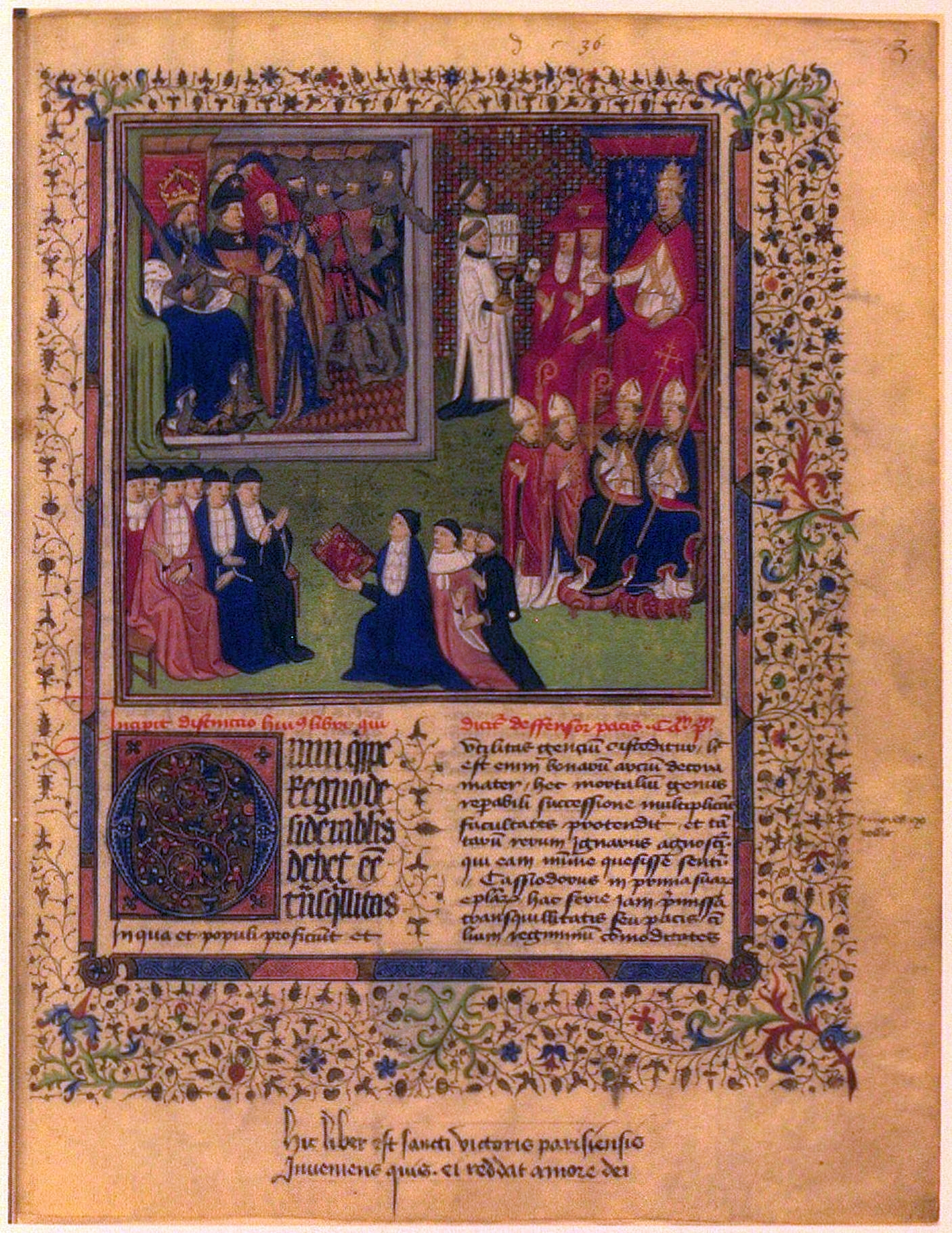
Pagina miniata del Defensor pacis di Marsilio da Padova

Di opinione opposta fu Egidio Romano, che riprese le teorie politiche agostiniane, rivendicando la Plenitudo potestatis come prerogativa fondamentale dell'autorità papale. Secondo Egidio, il papa avrebbe dovuto esercitare la sovranità anche sul potere temporale per garantire l'ordine, in quanto parte della sua missione spirituale. Giovanni di Parigi, al contrario, contestò questa posizione, sostenendo che il papa dovesse limitarsi a una funzione amministrativa sui beni della Chiesa.
Le idee di Ockham furono riprese da Giovanni di Jandun, un sostenitore radicale della lettura averroista di Aristotele. Tuttavia, l’apice dell'“aristotelismo politico” si raggiunse con Marsilio da Padova, stretto collaboratore di Giovanni. Nel suo Defensor pacis, pubblicato nel 1324, Marsilio criticò l’autorità papale, sostenendo la supremazia del potere laico e la separazione netta tra Stato e Chiesa. Per Marsilio, la sovranità risiede nel popolo, che attraverso la legge esprime la volontà collettiva. La Chiesa, invece, deve limitarsi al ruolo spirituale e non interferire negli affari politici. Lo Stato, per Marsilio, è una comunità perfetta, costruita dalla ragione e orientata a fini terreni, senza alcun legame con la teologia. Inoltre, rigettò l'idea dell'Impero universale, preferendo riconoscere le entità politiche tipiche del suo tempo, come gli Stati nazionali, le signorie cittadine e i comuni. Critico verso il centralismo papale, Marsilio fu invece un sostenitore del conciliarismo. Il suo pensiero politico segnò una tappa fondamentale nella transizione dal Medioevo all’età moderna.

#### Declino della Scolastica verso l'Umanesimo
Ockham è considerato l’ultimo grande rappresentante della scolastica. Dopo di lui, non si registrano più né sistemi filosofici organici di rilievo né personalità di spicco. I filosofi successivi mancarono di originalità, limitandosi perlopiù a sostenere o sviluppare le correnti già avviate dai loro maestri, come lo scotismo, il tomismo e l’occamismo, quest’ultimo certamente il più innovativo. La difesa accanita di queste dottrine generò polemiche spesso sterili e prive di contenuti significativi. I teologi del XV secolo si dedicavano frequentemente a dispute tese più a dimostrare la propria finezza di pensiero che a promuovere una reale ricerca intellettuale e spirituale.
In un contesto in cui la scolastica aveva esaurito la sua spinta creativa e sistematica, emerse il vivace ambiente culturale dell’Umanesimo. Questo movimento proponeva un approccio anti-dogmatico, storicizzante e razionalista, mettendo l’uomo e la sua ragione al centro della riflessione. Le università persero la loro centralità come luogo di elaborazione del pensiero, che trovò invece un nuovo spazio nelle corti e nei centri urbani. La filosofia si orientò sempre più verso la vita pratica e la politica, mentre la crescente separazione tra ragione e fede aprì la strada alla scienza moderna e alla Riforma protestante. Con il XV secolo, la società medievale si avviava al tramonto, lasciando spazio al Rinascimento e all’età moderna.

## Sviluppi successivi
Dopo il periodo d'oro, la scolastica conobbe un periodo di lenta decadenza, a causa della perdita dell'unità teologica dei Cristiani dopo la fine del Medioevo. Si ebbero tuttavia alcuni periodi di rinascita, durante il XIV e il XVI secolo in Spagna, soprattutto nelle università di Salamanca e Valladolid, personaggi di spicco, tra gli altri i domenicani Francisco de Vitoria e Bartolomé de Las Casas, nonché Juan Ginés de Sepúlveda e il gesuita Francisco Suárez. Tanto che si può parlare di Seconda Scolastica, soprattutto con riferimento alla Scuola di Salamanca. «La Scolastica della modernità ha un atteggiamento antiriformista e rappresenta lo strumento concettuale della Riforma cattolica, che viene tuttavia ripreso dall’ortodossia riformata; per questo motivo, essa possiede un carattere interconfessionale e persino universale. Karl Eschweiler, che nel 1928 le diede il nome di «Scolastica barocca», mise in risalto particolarmente la sua universalità. Egli la definì come «ultimo stile di pensiero del continente europeo», che permeava tutti gli ambiti della vita spirituale e sociale, «prima che questo pensiero si sgretolasse nel multiforme gioco di antitetici sistemi privati». La Seconda Scolastica ha influenzato largamente, attraverso le dispute teologico-giuridiche l'Inquisizione cattolica nel Nuovo Mondo, in virtù del fatto che molti teologi formatisi in Madrepatria andavano a far esperienza nei tribunali d'Oltreoceano finendo con l'arricchire in maniera acuta e penetrante le cause loro sottoposte e giungendo a gettare le fondamenta di quello che sarà l'Empirismo e l'Illuminismo, soprattutto dal punto di vista della salvaguardia dei diritti umani degli indios.
Contemporaneamente si può parlare anche di scolasticismo protestante, come di un metodo di pensiero sviluppatosi nelle prime fasi del protestantesimo, che si consolidò durante il XVII secolo, diventando particolarmente diffuso nella creazione di sistemi teologici protestanti come il calvinismo. Benché i maggiori Riformatori protestanti attaccassero la scolastica medioevale per sostenere la completa adesione alle sole Sacre Scritture, si dimostrò impossibile purgare la teologia da metodi e atteggiamenti scolastici, o evitare conflitti che non implicassero complicati ragionamenti teologici ed interpretazioni bibliche.
In seguito, nel XIX secolo, con l'enciclica Aeterni Patris del 1879, papa Leone XIII promosse negli ambienti cattolici un movimento di ritorno alla filosofia scolastica, che venne detto perciò neoscolastico. I maggiori pensatori neoscolastici furono Jacques Maritain ed Étienne Gilson, i quali si proposero di rivalutare la metafisica difendendola dai giudizi negativi del positivismo allora imperante. D'altro lato, combatterono le istanze idealistiche eccessivamente incentrate sul soggetto proprie delle filosofie di Cartesio e di Kant, in favore di una rivalutazione del realismo.